# Premio Roma dell'Accademia Tedesca Roma Villa Massimo
Il Premio Roma dell'Accademia Tedesca Roma Villa Massimo è un premio annuale che l'Accademia Tedesca Roma Villa Massimo ad artisti tedeschi o residenti in Germania che nella loro carriera si sono distinti nell'ambito delle arti visive, dell'architettura, della letteratura e della musica (composizione musicale). I nove vincitori che ogni anno ricevono il premio hanno la possibilità di soggiornare a Roma presso Villa Massimo per poter trovare ispirazione e concentrarsi sulla propria arte. Nel 2008 una borsa di studio della durata di due mesi è stata affiancata al premio principale e riguarda le persone che lavorano in campo pratico-creativo.
Fino al 1920 il premio era destinato esclusivamente a giovani artisti uomini. Fu proprio nel 1920 che il premio si estese alle donne e fu alzato il limite di età, al fine di poter premiare artisti con una consolidata carriera. Nel 1957 si aggiunsero alle arti visive e all'architettura anche premi per gli scrittori e i compositori musicali.
Segue un elenco di tutti i vincitori dal 1913, anno di istituzione del premio.

## Elenco dei vincitori

### Dal 1913 al 1930

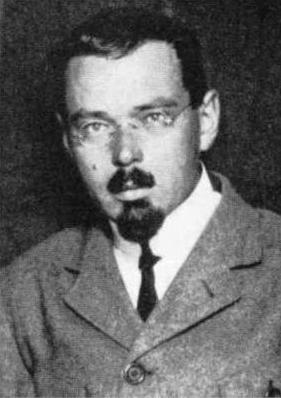
Karl Schmidt-Rottluff, vincitore del premio nel 1930

1913-1914
- Albert Berger – pittore
- Hans Faulhaber – scultore
- Theodor Georgii – scultore
- Sascha Hendelmann – scultore
- Xaver Henselmann – architetto
- Josef Kuisl – pittore
- König – scultore
- Otto Placzek – scultore
- Paul Plontke – pittore
- Emil Renker – scultore
- Fritz Röll – scultore
- Nikolaus Schmidt – scultore
- Fritz Teichler – pittore
- Adolf Von Hildebrand – scultore
- Hans Wahl – scultore
- Hugo Walzer – pittore

1928-1929
- Arnold Zadikow – scultore

1929
- Adolf Abel – scultore
- August Wilhelm Dressler – pittore
- Josef Eberz – pittore
- Ernst Fritsch – pittore
- Wilhelm Heise – pittore
- Willy Jaeckel – pittore
- Paul Merling – scultore
- Herbert Tucholski – pittore

1929-1930
- Otto Herbig – pittore
- Helmuth Macke – pittore
- Max Neumann – pittore
- Peter Neumann – architetto
- Georg Walter Rössner – pittore
- Carl Moritz Schreiner – scultore

1930
- Hanna Cauer – scultrice
- Heinrich Ehmsen – pittore
- Anton Kerschbaumer – pittore
- Martin Müller – scultore
- H. Reifferscheid – pittore
- Karl Schmidt-Rottluff – pittore
- Georg Schrimpf – pittore

### Dal 1931 al 1940
1930-1931
- August Wilhelm Dressler – pittore
- Hans Kraus – pittore
- Werner Laves – pittore
- Kurt Lehmann – scultore
- Felix Meseck – pittore
- Hans Mettel – scultore
- Alfred Partikel – pittore
- Käte Wilczynski – pittrice

1931
- Johannes Beutner – pittore
- Rudolf Lodders – architetto
- Hermann Scheuernstuhl – scultore
- Karl Säwert – pittore

1931-1932
- Hermann Blumenthal – scultore
- Ilse Fehling-Witting – scultrice

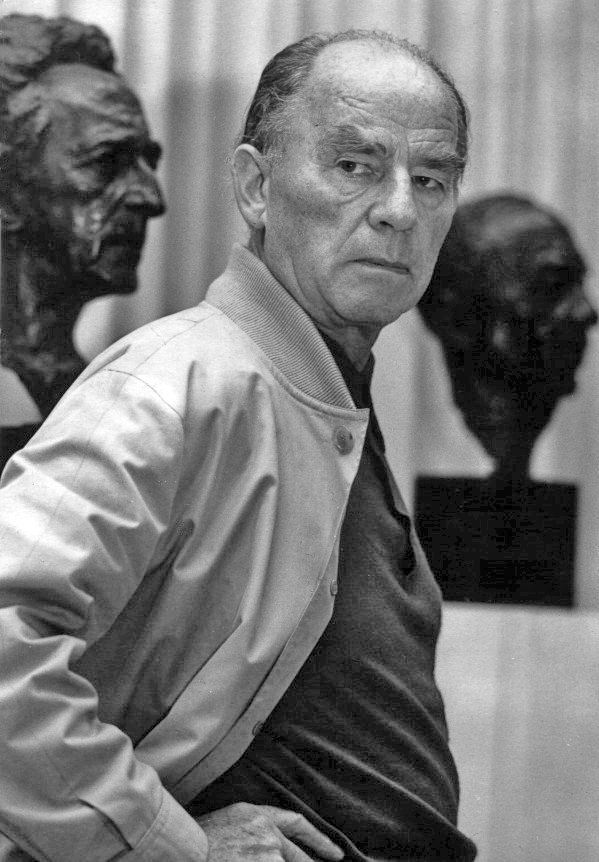
Arno Breker, vincitore del premio nel 1932-1933

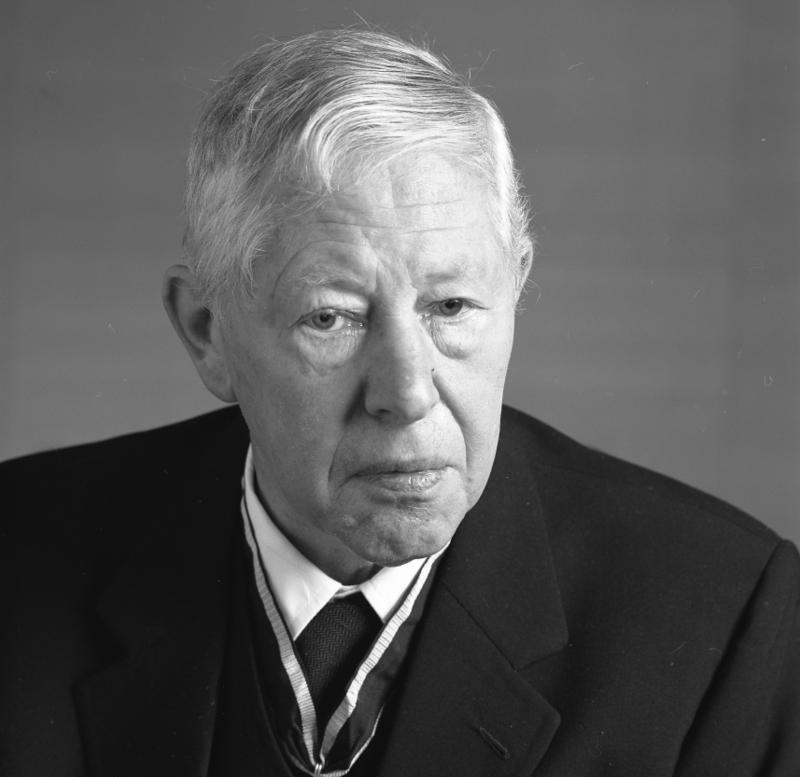
Hans Wimmer, vincitore del premio nel 1940

- Carlludwig Philipp Franck – architetto
- Werner Gilles – pittore
- Wilhelm Heise – pittore
- Edgar Jené – pittore
- Walter Klinkert – pittore
- Willi Lammert – scultore
- Ernst Wilhelm Nay – pittore
- Uli Nimptsch – scultore
- Max Peiffer-Watenphul – pittore
- Fritz Rhein – pittore
- Joseph Scharl – pittore
- Max Wendl – pittore

1932
- Karl Rössing – pittore

1932-1933
- Arno Breker – scultore
- Erich Geisler – scultore
- Walter Jähn – pittore
- Joachim Karsch – scultore
- Otto Land – scultore
- Felix Nussbaum – pittore
- Hans Oberländer – pittore
- Karl Storch – pittore e grafico
- Hans Hubertus Von Merveldt – pittore
- Konrad Wachsmann – architetto

1933
- Otto Land – scultore
- Fritz Sonntag – architetto
- Karl Säwert – pittore

1933-1934
- Herbert Garbe – scultore
- Friedrich Rudolf Kröger – pittore
- Otto Land – scultore
- Carl Mense – scultore
- Hanna Nagel-Fischer – grafico
- Bruno Paetsch – pittore
- Arthur Ressel – pittore
- Emy Roeder – scultrice
- Peter Terkatz – scultore
- Walter Wadephul – scultore

1934
- Otto Geigenberger – pittore
- Peter Stermann – pittore

1934-1935
- Hans Jürgen Kallmann – pittore
- Walter Klinkert – pittore
- Rudolf Leptien – scultore
- Gerhard Marcks – scultore
- Thomas Myrtek – scultore
- Ernst Andreas Rauch – scultore
- Wilhelm Schnarrenberger – pittore
- Friedrich Paul Schwarzbeck – scultore
- Toni Stadler – scultore
- Elisabeth Voigt – grafico

1935-1936
- Hans Fischer – grafico
- Philipp Flettner – scultore
- Max Habersetzer – scultore
- Alfred Knispl – pittore
- Robert Stieler – scultore
- Kurt Weinhold – pittore
- Magnus Zeller – pittore

1936
- Erwin Merz – pittore

1936-1937
- Hermann Blumenthal – scultore
- Anton Fiedler – scultore
- Peter Foerster – pittore
- Emil Krieger – scultore
- Rudolf Riester – pittore
- Jean Paul Schmitz – pittore
- Carl Schneiders – pittore
- Michael Schoberth – scultore
- Hermann Teuber – pittore

1937
- Walter Jähn – pittore
- Walter Klinkert – pittore
- Kurt Albert Von Unruh – pittore

1937-1938
- Fritz Bernuth – scultore
- Fritz Cremer – scultore
- Joachim Knoke – pittore
- Josef Pieper – pittore
- Lothar Strauch – scultore

1938-1939
- Carl Barth – pittore
- Paul Betyna – pittore
- Arthur Fohr – pittore
- Carl Christoph Hartig – pittore
- Wilhelm Heerde – scultore
- Friedrich Lange – scultore
- Hugo Peschel – pittore
- Hans Stangl – scultore

1939-1940
- Adolf Abel – scultore
- Wilhelm Gut – scultore
- Klaus Müller-Rabe – pittore
- Walter Rössler – scultore
- Herbert Tucholski – pittore
- Konrad Volkert – grafico

1940
- Otto Bertl – grafico
- Ludwig Kasper – scultore
- Hans Wimmer – scultore

### Dal 1941 al 1943
1940-1941
- Karl Clobes – pittore
- Julius Dorer – scultore
- Heinrich Drake – scultore
- Hans E. Gassmann – pittore
- Ruthild Hahne – scultrice
- Gottfried Meyer – pittore
- Helmut Ruhmer – pittore

1941
- Joachim Knoke – pittore
- Eduard Krieg – scultore
- Hubert Lang – scultore
- Bruno Müller-Linow – pittore

1941-1942
- Maximilian Klever – pittore
- Oskar Kreibich – pittore
- Hubertus Nikolaus Lang – scultore
- Hans Sauerbruch – pittore
- Theodor Walz – pittore

1942
- Gertrud Beinling – scultrice
- Paul Mathias Padua – pittore
- Walter Rössler – scultore

1942-1943
- Waldemar Grzimek – scultore
- Wilhelm Hausmann – scultore
- Heinrich Von Luckner – pittore

1943
- Fritz Heidingsfeld – pittore

### Dal 1957 al 1960
1957
- Ernst Dostal – scultore
- Joachim Dunkel – scultore
- Rudolf Hagelstange – scrittore

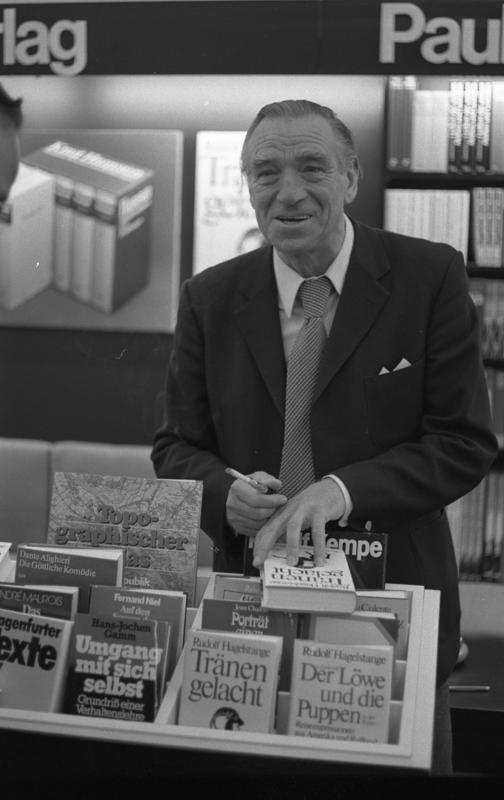
Rudolf Hagelstange, vincitore del premio nel 1957

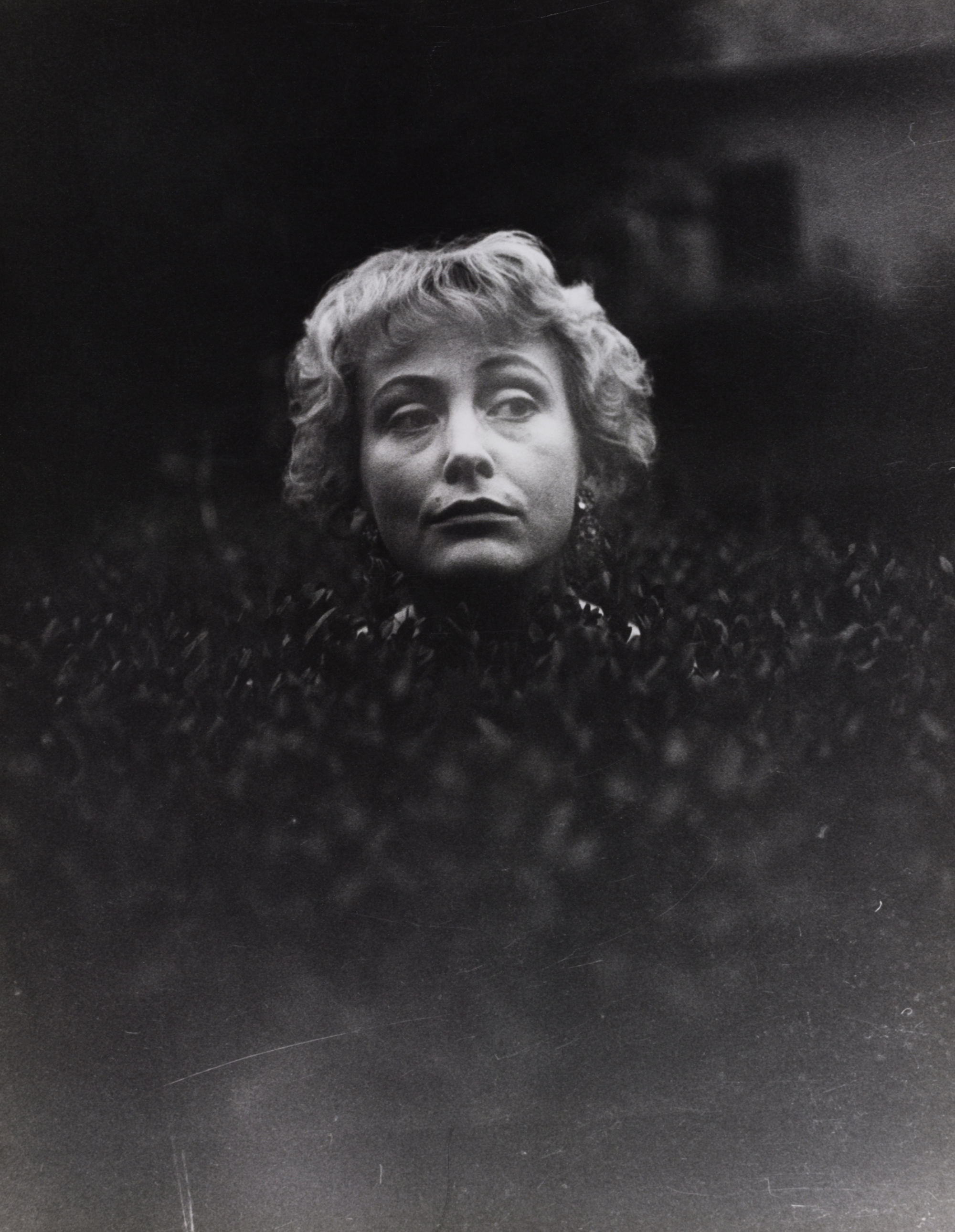
Ingrid Bachér, vincitrice del premio nel 1960

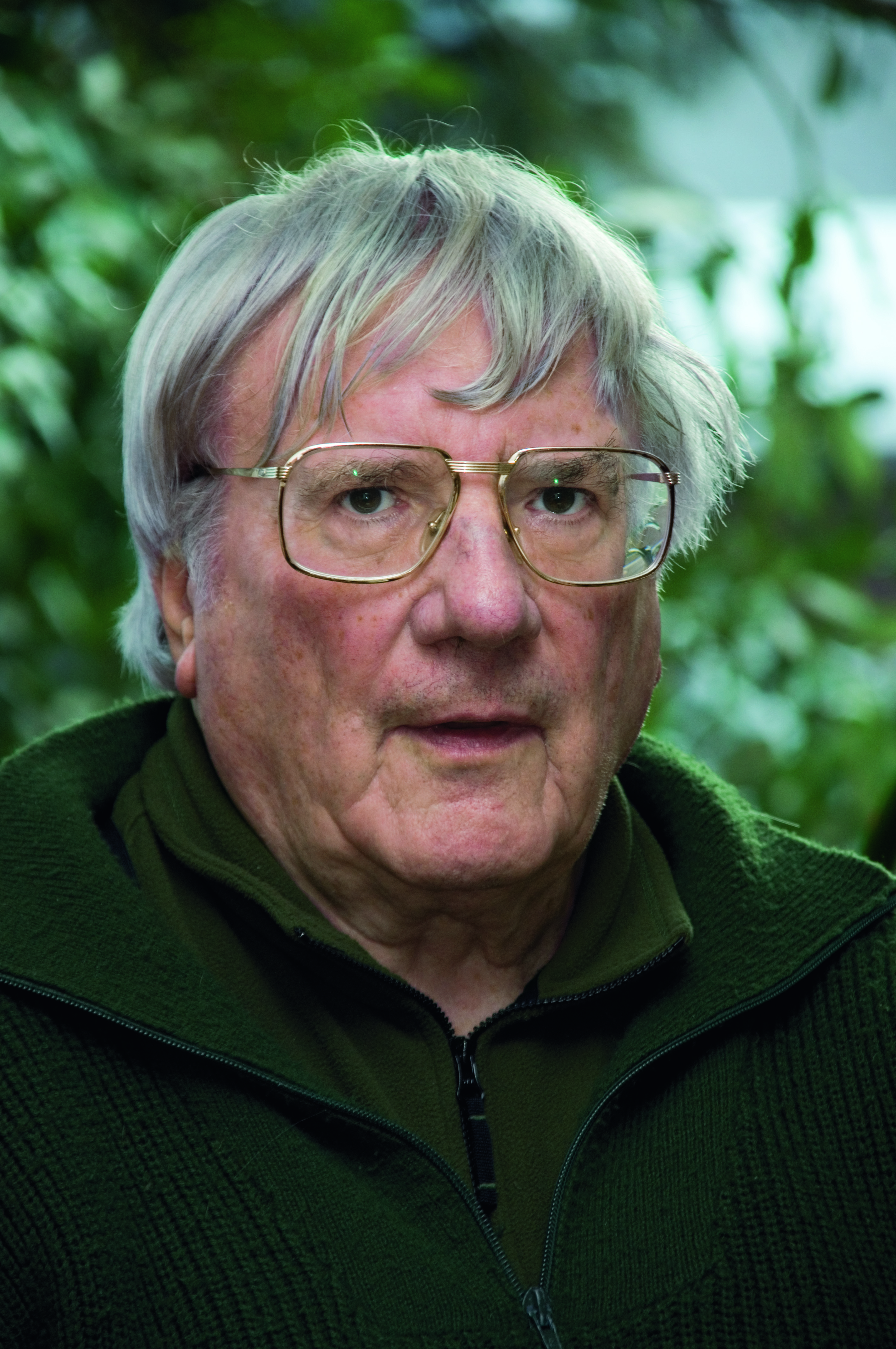
Alfred Koerppen, vincitore del premio nel 1960

- Gerhard Hintschich – artista visivo
- Fritz Koenig – scultore
- Alfred Winter-Rust – pittore
- Bernd AloisZimmermann – compositore

1958
- Arthur Fauser – artista visivo
- Johann Georg Geyger – pittore
- Ludwig Greve – scrittore
- Herbert Heckmann – scrittore
- Wilhelm Killmayer – compositore
- Dietmar Lemcke – pittore
- Hanna Nagel-Fischer – grafica
- Emy Roeder – scultrice
- Heino Schubert – compositore
- Ernst Schumacher – pittore
- Manfred Sieler – scultore
- Gerhard Wind – pittore

1959
- Klaus Arnold – pittore
- Buja Bingemer – pittore
- Emil Cimiotti – scultore
- Hans Magnus Enzensberger – scrittore
- Lothar Fischer – scultore
- Karl-August Horst – scrittore
- Giselher Klebe – compositore
- Leo Kornbrust – scultore
- Harry Kögler – pittore
- Anton Lamprecht – pittore
- Wilhelm Loth – scultore
- Gerhard Neumann – scrittore
- Hans Otte – compositore
- Ursula Querner – scultrice
- Josef Seidl-Seitz – pittore
- Albrecht Von Hancke – pittore
- Helmut Wolff – scultore

1960
- Ingrid Bachér – scrittrice
- Jürg Baur – compositore
- Horst Bienek – scrittore
- Karl Bobeck – scultore
- Hans Ulrich Engelmann – compositore
- Heinz Fischer-Roloff – pittore
- Edzard Hobbing – scultore
- Gerhard Hoehme – pittore
- Roland Kayn – compositore
- Emil Kiess – pittore
- Alfred Koerppen – compositore
- Werner Mayer-Günther – pittore
- Heinz Piontek – scrittore
- Martin Schmid – pittore
- Dieter Stein – pittore
- Kurt-Wolf Von Borries – scultore
- Jürgen Weber – scultore

### Dal 1961 al 1970
1960-1961
- Günther Berger – scultore
- Edzard Hobbing – scultore
- Dieter Stein – pittore

1961
- Helmut Bayer – pittore
- Klaus Bendixen – pittore
- Gerd Boder – compositore
- Lothar Fischer – scultore
- Robert Förch – pittore
- Edzard Hobbing – scultore
- Gabriele Marwede – scultrice
- Joseph Reding – scrittore
- Yngve Trede – compositore
- Reiner Zimnik – pittore

1962
- Hans Dieter Bohnet – scultore
- Peter Boll – pittore
- Tankred Dorst – scrittore
- Uwe Johnson – scrittore
- Herbert Kämper – pittore
- Robert Preyer – pittore
- Dieter Ritzert – pittore
- Wolfgang Schwarz – scrittore
- Dieter Schönbach – compositore
- Rolf Szymanski – scultore
- Karl Alfred Wolken – scrittore

1962-1963
- Horst Antes – pittore e scultore
- Helmut Bätzner – architetto
- Lothar Kestenbaum – scultore
- Giselher Klebe – compositore
- Christoph Meckel – scrittore
- Werner Reichhold – scultore
- Wolfgang Tillmann – pittore
- Wilhelm Uhlig – scultore

1963
- Dieter Hoffmann – scrittore
- Gerhart Laage – architetto

1963-1964
- Gisela Bührmann – pittrice

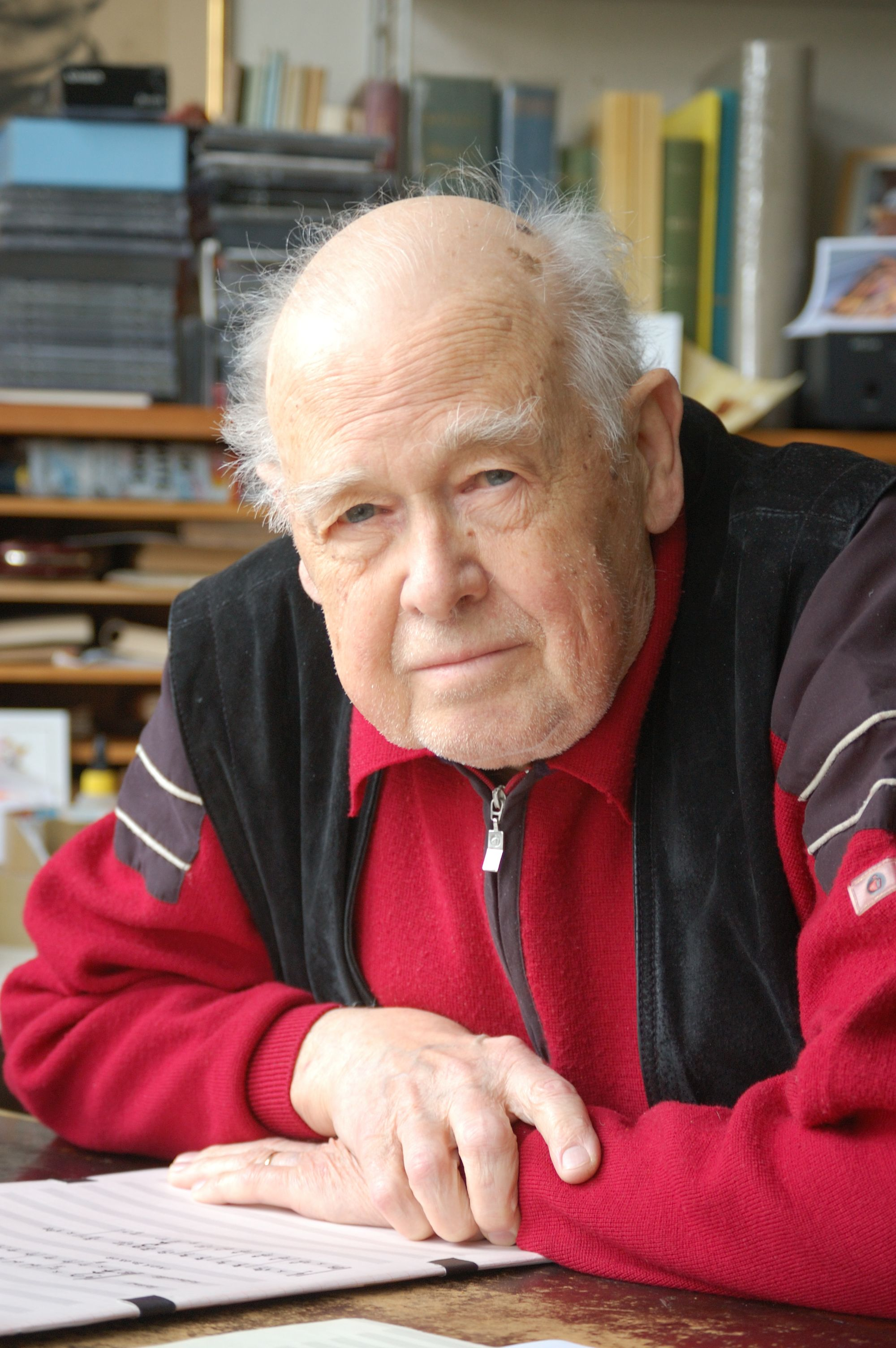
Giselher Klebe, vincitore del premio nel 1962-1963

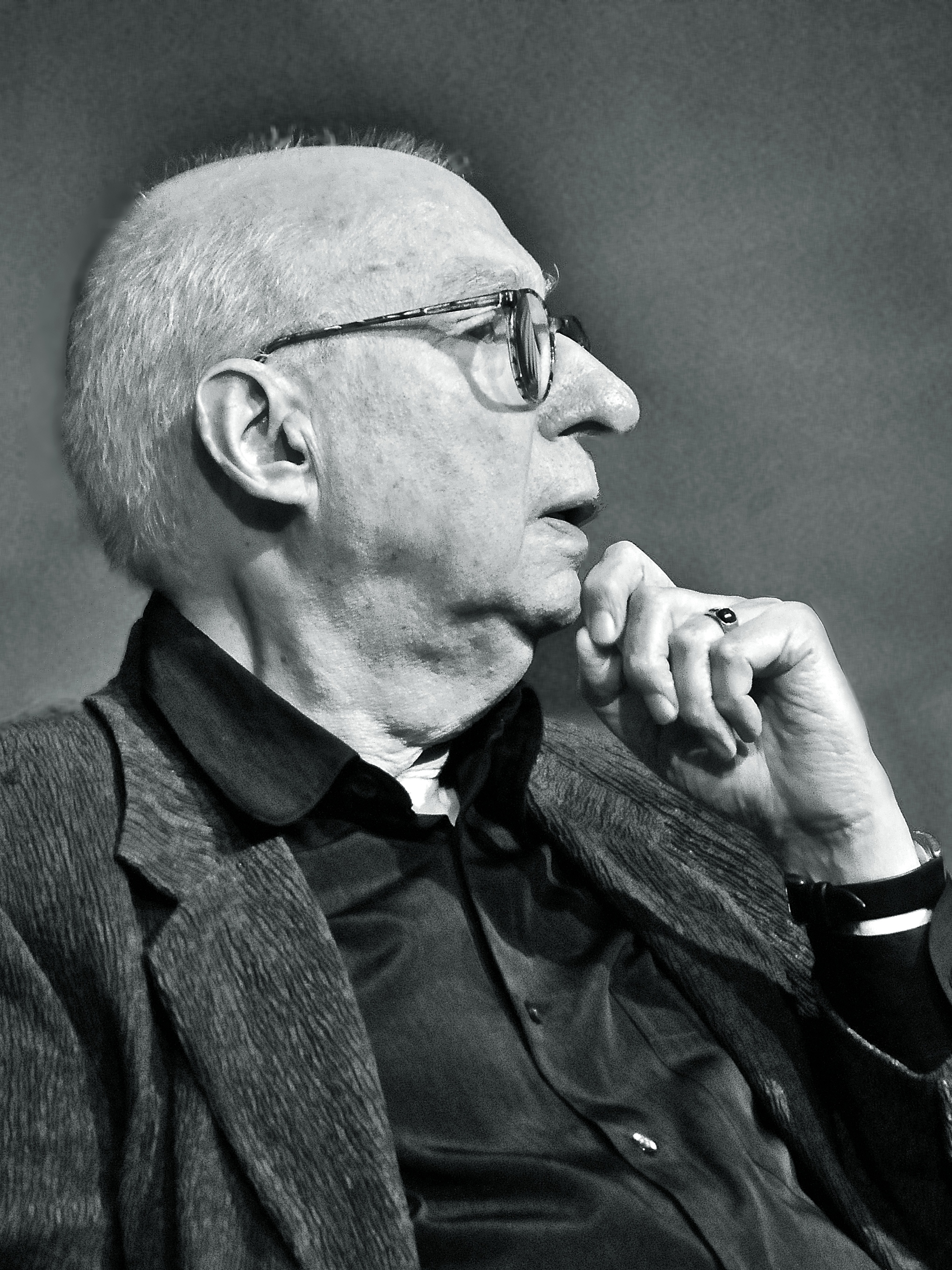
Aribert Reimann, vincitore del premio nel 1963-1964

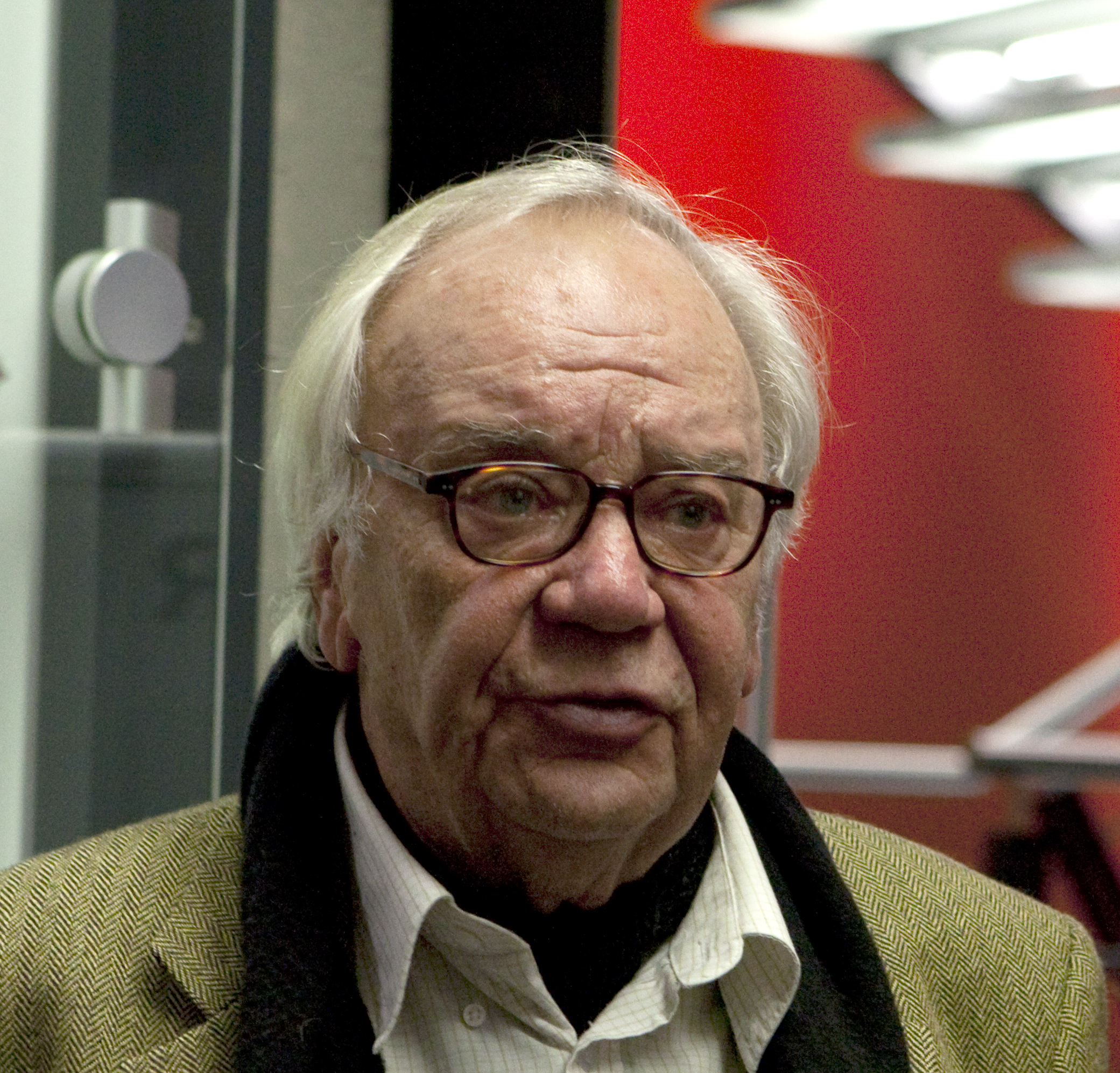
Jürgen Becker, vincitore del premio nel 1965-1966

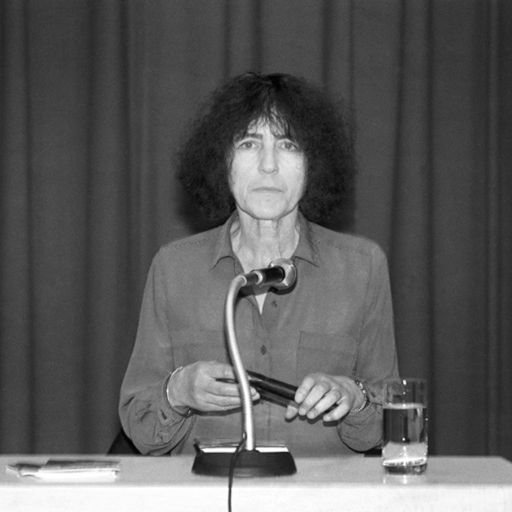
Gabriele Wohmann, vincitrice del premio nel 1967-1968

- Johannes Peter Hölzinger – architetto
- Hanns Jatzlau – pittore
- Friedrich Meckseper – pittore
- Herbert Peters – scultore
- Aribert Reimann – compositore
- Karl Sperl – pittore
- Ekkehard Thieme – pittore
- Hans Zender – compositore
- Bernd Alois Zimmermann – compositore

1964-1965
- Hubert Elsässer – scultore
- Ottomar Gassenmeyer – pittore
- Jochen Hiltmann – scultore
- Hans Ludwig Hirsch – compositore
- Roland Meister – architetto
- Manfred Pasieka – pittore
- Irmela Röck – pittrice
- Hans Schreiner – pittore
- Günter Schöllkopf – pittore
- Dieter Von Hasselbach – architetto
- Friedrich Voss – compositore

1965-1966
- Waltraud Aussermeier – pittrice
- Jürgen Becker – scrittore
- Peter Berndt – pittore
- Heinrich Brummack – scultore
- Werner Heider – compositore
- Wilhelm Killmayer – compositore
- Christa Reinig – scrittrice
- Hans Wilhelm Sotrop – pittore
- Heinz-Werner Zimmermann – compositore

1966-1967
- Otto Engbarth – pittore
- Erhard Grosskopf – compositore
- Werner Heider – compositore
- Karl Horst Hödicke – pittore
- Wolfgang Oppermann – pittore
- Roger Platiel – pittore
- Hans Rucker – scultore
- Peter Tuma – pittore

1967
- Hans Ulrich Engelmann – compositore
- Uwe Kiessler – architetto

1967-1968
- Edgar Augustin – scultore
- Alexej J. Baschlakow – pittore
- Karlheinz Benkert – architetto
- Peter O. Chotjewitz – scrittore
- Friedhelm Döhl – compositore
- Hubert Fichte – scrittore
- Bert Gerresheim – pittore
- Robert Maximilian Helmschrott – compositore
- Gabriele Wohmann – scrittrice

1968
- Jürg Baur – compositore

1968-1969
- Walter Aue – scrittore
- Peter O. Chotjewitz – scrittore
- Peter Dübbers – architetto
- Uwe Friesel – scrittore
- Josef W. Janker – scrittore
- Arnold Kircher – architetto
- Arnold Leissler – pittore
- Philipp Mendler – scultore
- Peter Nagel – pittore
- Bernd Völkle – artista visivo

1969-1970
- Franz Bernhard – scultore
- Manfred Esser – scrittore
- Hans-Jürgen Fröhlich – scrittore
- Jörg Heydemann – scultore
- Gerd Hoffmann – scrittore
- Jürgen Kaestle – architetto
- Bernd Koberling – pittore
- Georg Kröll – compositore
- Karl Heinz Wahren – compositore

### Dal 1971 al 1980
1970-1971
- Hans Baschang – pittore
- Paul Uwe Dreyer – pittore
- Dieter Haack – pittore
- Franz Josef Hamm – architetto
- Rolf Haufs – scrittore
- Johannes Leismüller – scultore
- Helmut Mader – scrittore
- Joachim Palm – pittore e grafico
- Rolf Riehm – compositore

1971
- Joachim Schmettau – scultore

1971-1972
- Thomas Bayrle – pittore

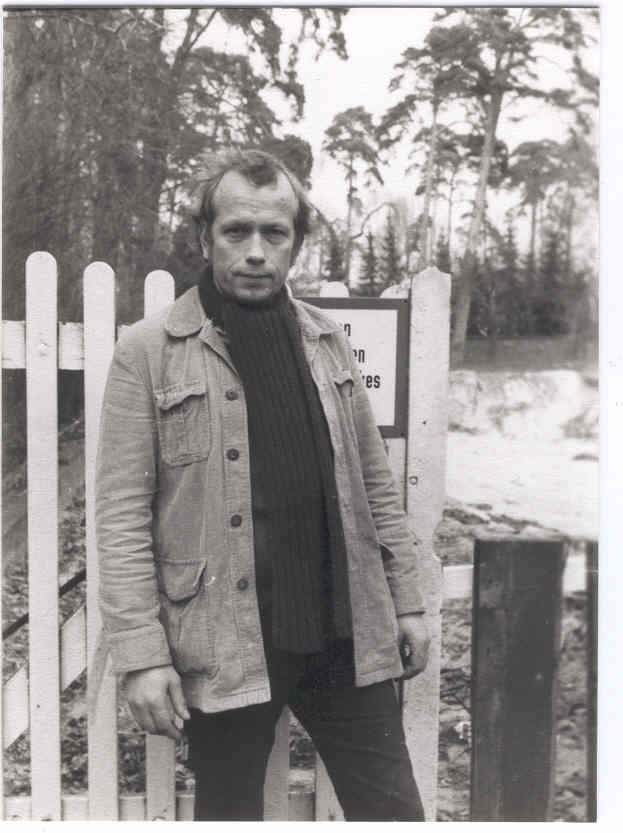
Nicolas Born, vincitore del premio nel 1972-1973

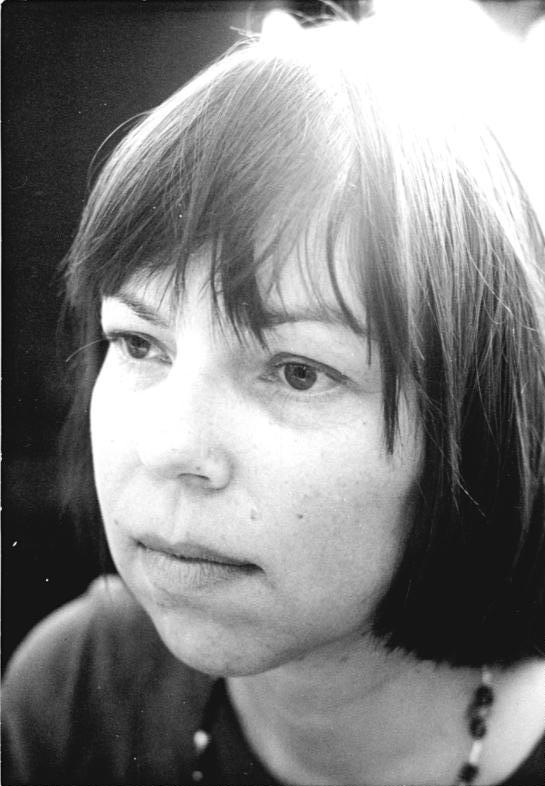
Sarah Kirsch, vincitrice del premio nel 1978-1979

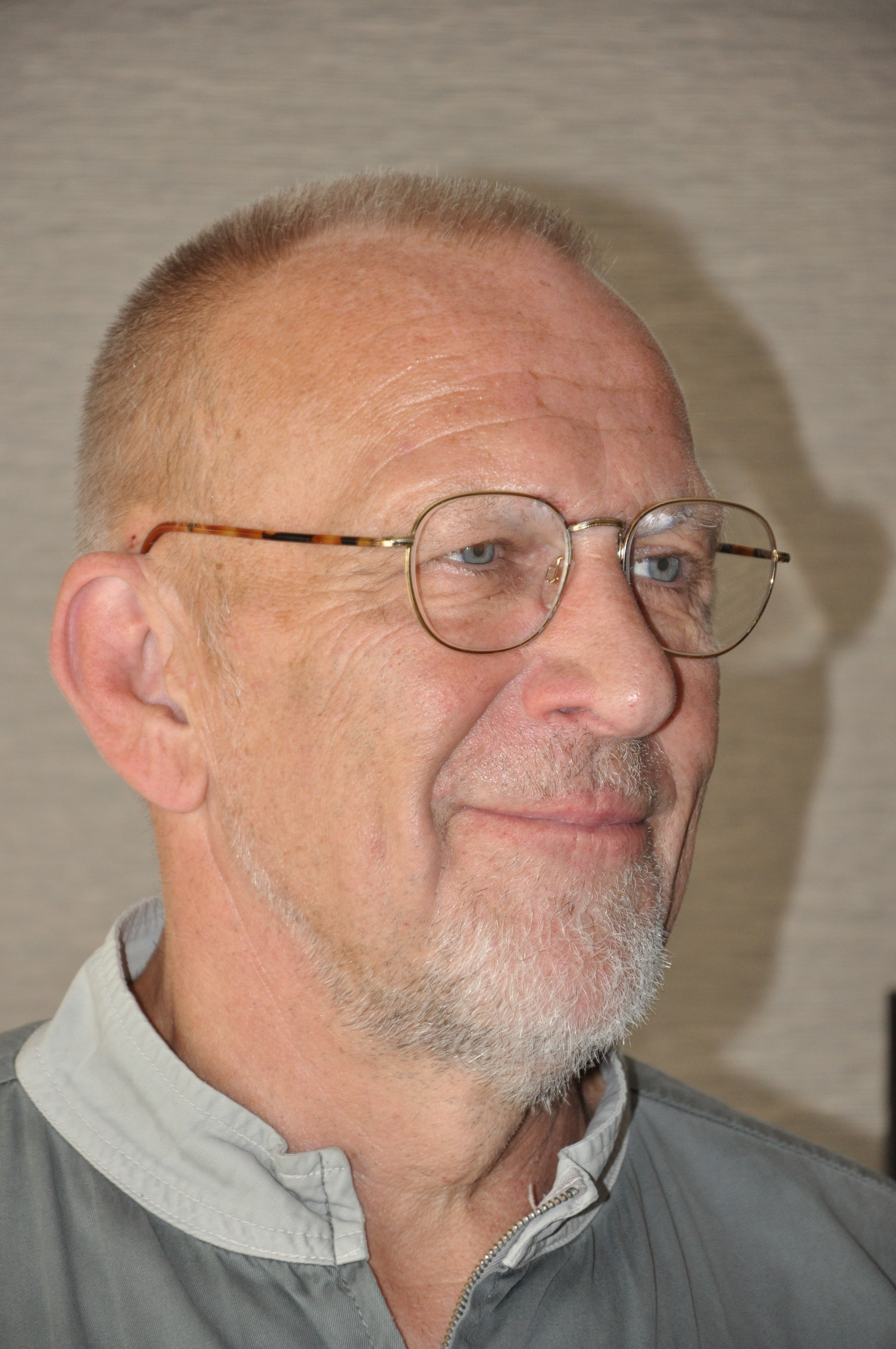
Peter Michael Hamel, vincitore del premio nel 1979-1980

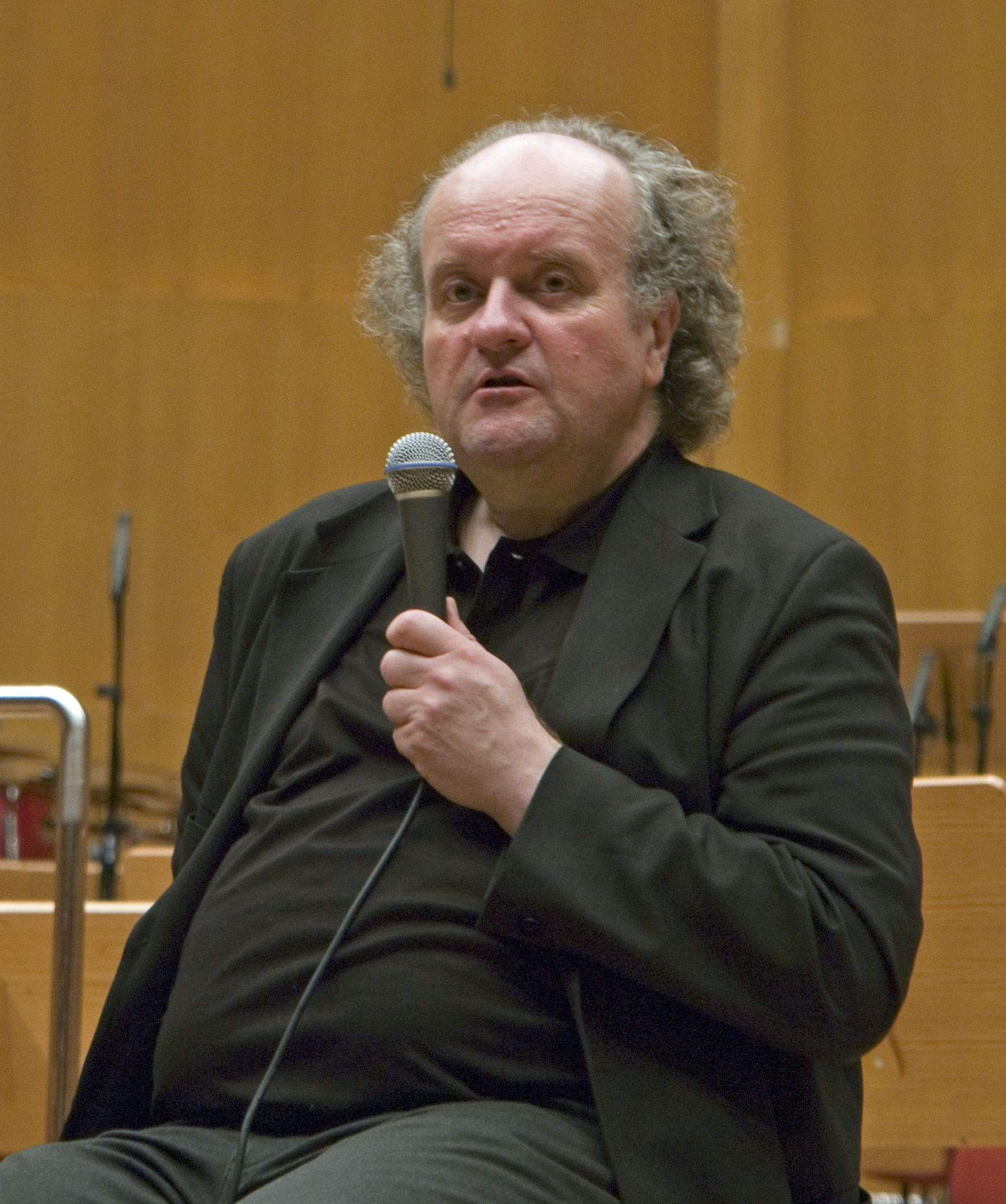
Wolfgang Rihm, vincitore del premio nel 1979-1980

- Friedrich Christian Delius – scrittore
- Rolf Glasmeier – pittore
- Thomas Herzog – architetto
- Günther Knipp – pittore e grafico
- Henning Kürschner – pittore
- Heinz Martin Lonquich – compositore
- Hermann Peter Piwitt – scrittore
- Michael Schönholtz – scultore
- Rainer Wittenborn – pittore

1972
- Michael Schönholtz – scultore

1972-1973
- Nicolas Born – scrittore
- Rolf Dieter Brinkmann – scrittore
- Heike Doutiné – scrittrice
- Dieter Godel – architetto
- Jürgen Goertz – artista visivo
- Hans-Joachim Hespos – compositore
- Alf Poss – scrittore
- Gernot Rumpf – scultore
- Ben Willikens – scultore
- Robert Wittinger – compositore

1973-1974
- Axel Arndt – pittore
- Heribert Breuer – compositore
- Bernd Damke – pittore
- Gabriele Grosse – pittrice
- Gert Loschütz – scrittore
- Hansjerg Maier-Aichen – scultore
- Jens-Peter Ostendorf – compositore
- Nikolaus Störtenbecker – pittore
- Hermann Waldenburg – pittore
- Peer Wolfram – pittore

1975-1976
- Helmut Schweizer – pittore

1976
- Ilse Baumgart – pittrice
- Peter Michael Braun – compositore
- Hede Bühl – scultrice
- Johannes Fritsch – compositore
- Klaus Heider – pittore
- Helge Jörns – compositore
- Margarethe Keith – pittrice
- Anselm Kiefer – artista visivo
- Hermann Kleinknecht – pittore
- Annalies Klophaus – pittrice
- Jeanette Lander – scrittrice
- Walter Neuhäusser – architetto
- Peter Paul – grafico
- Anton Plate – compositore
- Heinz-Günter Prager – scultore
- Hans Dieter Schaal – architetto e pittore
- Karin Steffek-Moravia – artista visiva
- Fred Viebahn – scrittore

1976-1977
- Heike Doutiné – scrittrice
- Jo Enzweiler – pittore
- Leo Hüskes – pittore
- Rudolf Knubel – scultore e pittore
- Aen Sauerborn – artista visiva
- Irene Thiele-Peschick – artista visiva

1977
- Christa Biederbick – scultrice
- Werner Brand – pittore
- Otfried Culmann – artista visivo
- Paul Gerhard Dippel – scrittore
- Helmut Erdmann – compositore
- Erhard Grosskopf – compositore
- Dago Kleemann – pittore e grafico
- Doro Loeser – pittrice
- Friedel Peisert – pittrice
- Hans Georg Pflüger – compositore

1977-1978
- Gisela Breitling – artista visiva
- Wolf Kahlen – pittore
- Roland Pfrengle – compositore

1978
- Jürgen Alberts – scrittore
- Erhard Göttlicher – pittore e grafico
- Wilfried Hiller – compositore
- Arno Reinfrank – scrittore

1978-1979
- Christa Biederbick – scultrice
- Almut Heise – pittrice
- Wolfgang Henning – pittore
- Sarah Kirsch – scrittrice
- Bernd Krämer – architetto
- Ulrich Leyendecker – compositore
- Martin Uhlig – pittore
- Verena Vernunft – pittrice
- Wolfgang Von Schweinitz – compositore
- Lutz Wolf – pittore
- Dieter Zimmer – architetto

1979
- Peter Faecke – scrittore
- Peter Hübner – architetto

1979-1980
- Erdmut Bramke – pittrice
- Hede Bühl – scultrice
- Rolf Gunter Dienst – pittore e Kunstkritiker
- Gerd-Peter Eigner – scrittore
- Peter Michael Hamel – compositore
- Uwe Herms – scrittore
- Frank Huster – architetto
- Dieter Kraemer – pittore
- Gunild Ober-Berg – architetta
- Wolfgang Rihm – compositore
- Manfred Trojahn – compositore
- Lienhard Von Monkiewitsch – pittore

1980
- Detlev Müller-Siemens – compositore

### Dal 1981 al 1990
1980-1981
- Lutz Brockhaus – scultore

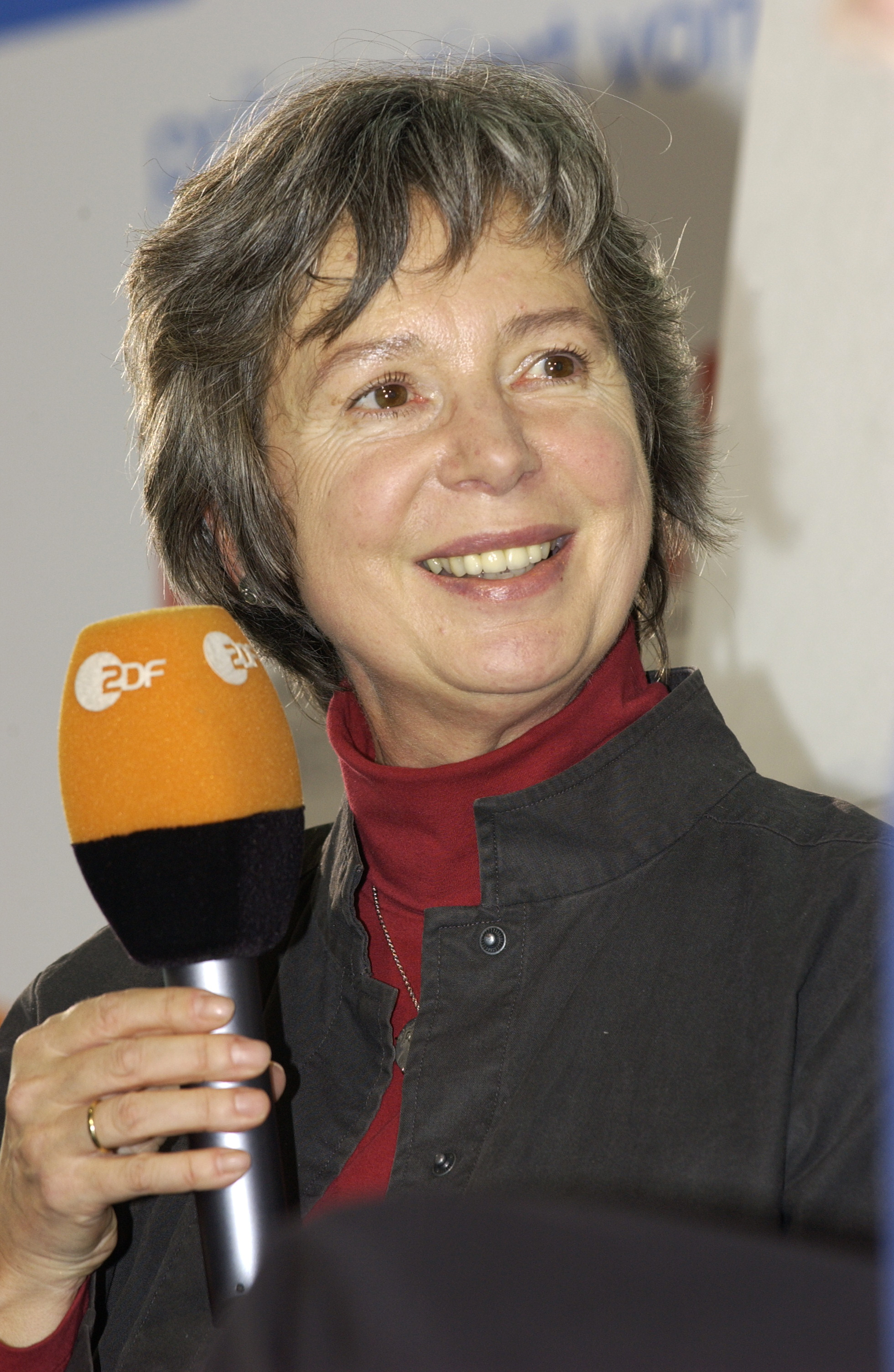
Ulla Hahn, vincitrice del premio nel 1982-1983

- Rolf Gunter Dienst – pittore e Kunstkritiker
- Otto Jägersberg – scrittore
- Marcel Kalberer – architetto
- Axel Knopp – pittore
- Eberhard Linke – scultore
- Heiner Matthias Priesnitz – pittore
- Hans Peter Reuter – pittore
- Michael Sauer – artista visivo
- Ulrich Stranz – compositore
- Dietmar Ullrich – pittore
- Gerald K. Zschorsch – scrittore

1981
- Nikolai Badinski – compositore
- Theo Brandmüller – compositore
- Rainer Malkowski – scrittore
- Hans-Wilhelm Plate – compositore
- Hans-Jürgen Von Bose – compositore

1981-1982
- Hugo Dittberner – scrittore
- Klaus Heider – pittore
- Roland Helmus – pittore
- Wilfried Hiller – compositore
- Thomas Kaminsky – pittore
- Walter Kreuzer – pittore
- Roland Lang – scrittore
- GeraldMarx – architetto
- Margot Marx – architetta

1982
- Volker Blumenthaler – compositore
- Detlev Müller-Siemens – compositore
- Hans-JürgenVon Bose – compositore
- Ingomar Von Kieseritzky – scrittore

1982-1983
- Michael Bette – pittore
- Renate M. Birnstein – compositrice
- Wolfram P.Goldapp – architetto
- Friedemann Hahn – pittore
- Ulla Hahn – scrittrice
- Michael Krüger – scrittore
- Heinz-Günter Prager – scultore
- Peter Schalmey – scrittore
- Sebastian Storz – architetto
- Hans-Christian Von Dadelsen – compositore
- Bernd Zimmer – pittore

1983
- Klaus Heider – pittore
- Peter Kiesewetter – compositore
- Rainer Malkowski – scrittore

1983-1984
- Renate Anger – pittrice
- Reinhard Febel – compositore
- Renate Flaskamp – pittrice
- Michael Heindorff – pittore
- Michael Krüger – scrittore
- Frank-Wolf Matthies – scrittore
- Gerhard Müller-Hornbach – compositore
- Dagmar Rhodius – pittrice
- Peter Riemann – architetto
- Friederike Roth – scrittrice
- Manfred Sundermann – architetto
- Dietmar Josef Zapf – pittore

1984
- Wilfried Hiller – compositore
- Oskar Pastior – scrittore
- Peter Schalmey – scrittore

1984-1985
- Ralph Fleck – pittore
- Wolfram P. Goldapp – architetto
- Thomas Hartmann – pittore
- Georg Hermann – architetto
- York Höller – compositore
- Peter Kiesewetter – compositore
- Michael Krüger – scrittore
- Michael Ruetz – fotografo
- Klaus Stümpel – artista visivo
- Ohannes Tapyuli – pittore
- Hans-Christian Von Dadelsen – compositore

1985
- Friedemann Hahn – pittore
- Peter Schalmey – scrittore
- Hans-Jürgen Von Bose – compositore

1985-1986
- Peter Basseler – artista visivo
- Uli Becker – scrittore
- Hella Berent – pittrice
- Frank Dornseif – scultore
- Bruno Krenz – pittore e scultore
- Hartmut Neumann – artista visivo
- Jürgen Overdiek – architetto
- Wolfgang-Michael Pax – architetto
- Thomas Rieck – artista visivo
- Michael Ruetz – fotografo
- Harald Weiss – compositore

1986
- Gerhard Köpf – scrittore
- Hans-Jürgen Steuber – architetto

1986-1987
- Michael Denhoff – compositore
- Thomas Hadamczik – architetto
- Sigrun Jakubaschke – pittrice
- Nanne Meyer – artista visiva
- Richard Nöbel – scrittore
- Karl Heinz Petzinka – architetto
- Annegret Soltau – pittrice
- Tina Strohecker – scrittrice
- Giso Westing – pittore
- Walter Zimmermann – compositore

1987
- Heinz-Günter Prager – scultore

1987-1988
- Jaroslav Ivan Adler – scultore e pittore
- Maximilian Beckschäfer – compositore
- Susanne Erding-Swiridoff – compositrice
- Jörg Roland Friedrich – architetto
- Wolfgang Hegewald – scrittore
- Margrit Irgang – scrittrice
- Mario Maedebach – architetto
- Olaf Metzel – scultore
- Jo Schöpfer – scultore

1988
- Bodo Kirchhoff – scrittore
- Hans-Ulrich Treichel – scrittore

1988-1989
- Jochen Beyse – scrittore
- Otfried Büsing – compositore
- Yvonne Goulbier – artista visiva
- Albert Hien – scultore
- Joachim Krebs  – compositore
- Jochen Kuhn– pittore e Filmemacher
- Rune Mields – pittrice
- Reinhard Pods – pittore
- Karl Manfred Rennertz – scultore
- Lutz Schleich – architetto
- Rolf Schuster – architetto
- Peter Telljohann – scultore

1989
- Anton Kokl – pittore
- Manfred Stumpf – artista visivo

1989-1990
- Heiner Blum – artista visivo
- Georg Dietzler – scultore e fotografo
- Hans Joachim Friedl – compositore
- Peter H. Gogolin – scrittore
- Ulrich Hahn – architetto
- Bodo Kirchhoff – scrittore
- Camill Leberer – artista visivo
- Marina Makowski – artista visiva
- Astrid Tiemann-Petri – architetta
- Heribert Wiesemann – architetto

### Dal 1991 al 1999
1990-1991

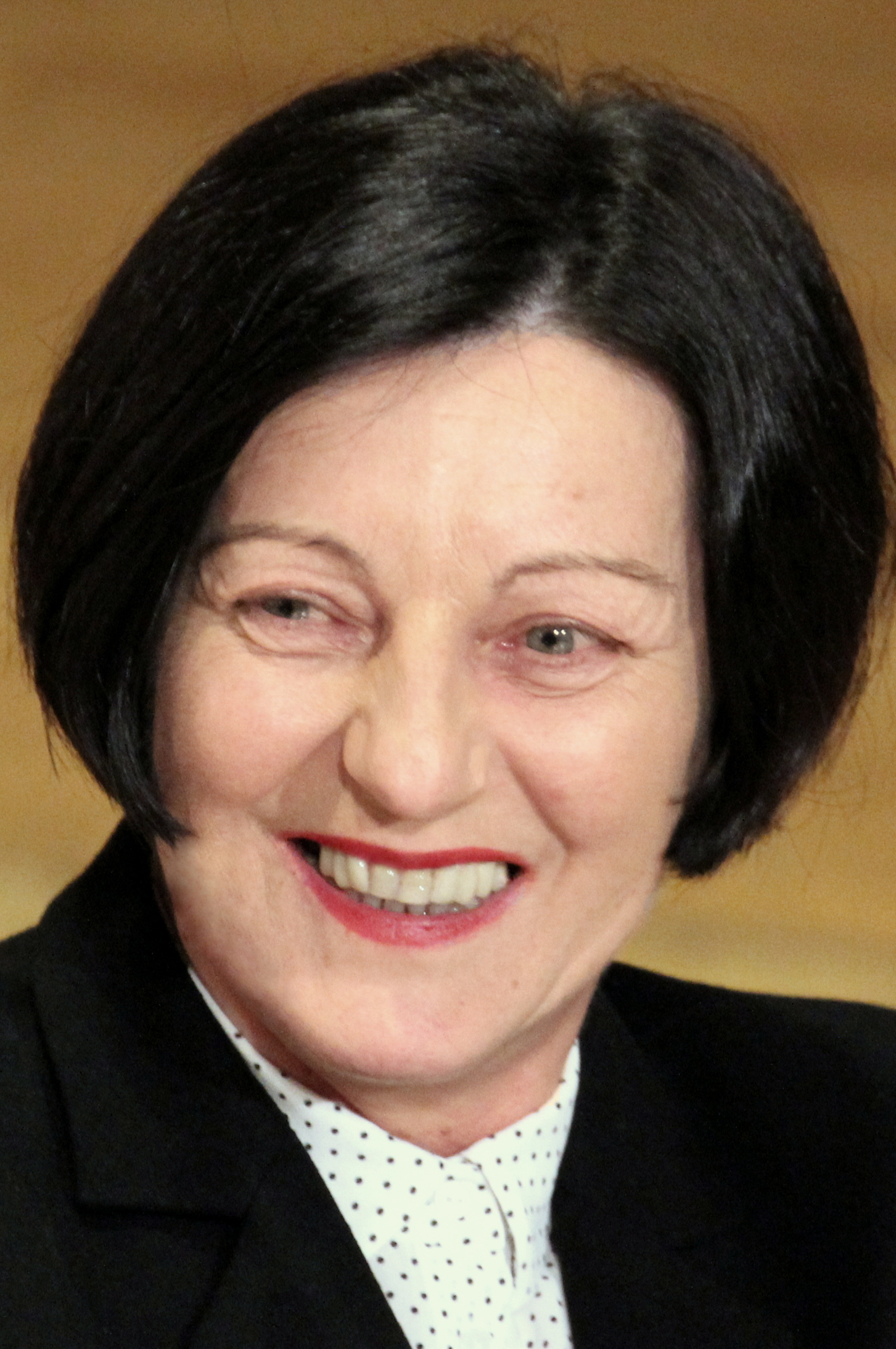
Herta Müller, vincitrice del premio nel 1991-1992

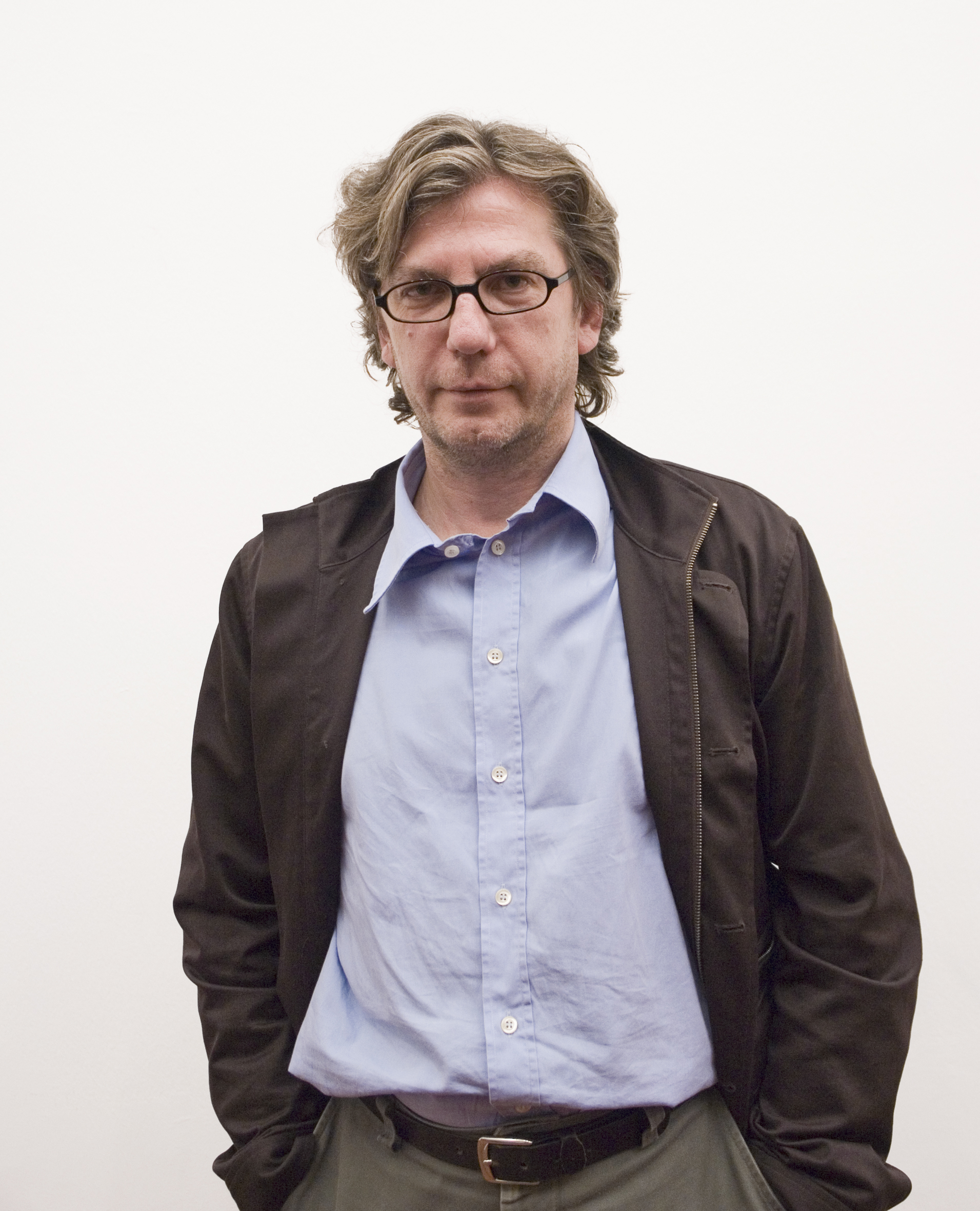
Thomas Ruff, vincitore del premio nel 1993

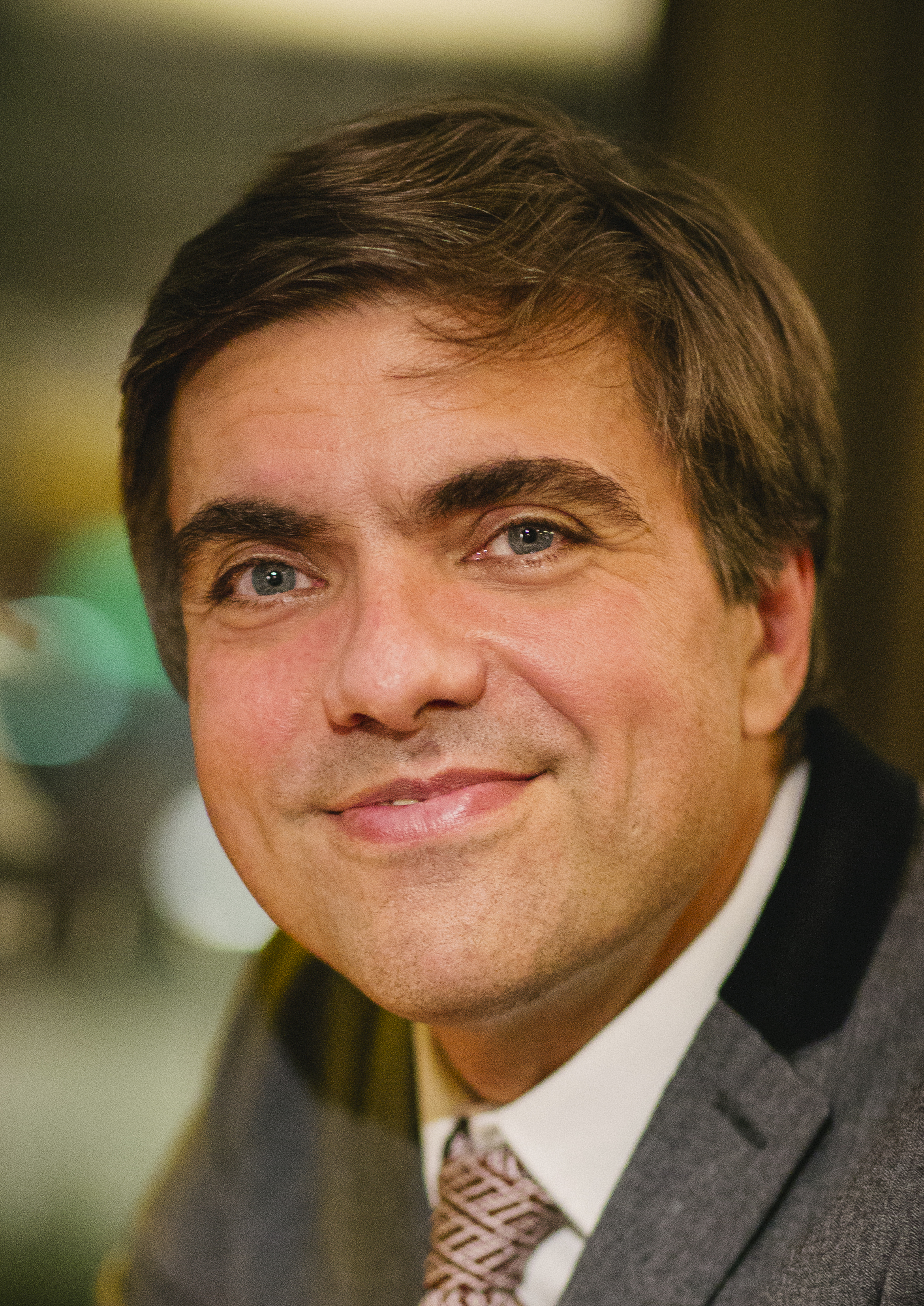
Moritz Eggert, vincitore del premio nel 1996-1997

- Wilfried Maria Danner – compositore
- Georg Dietzler – scultore e fotografo
- Eckhardt Grützner – architetto
- Cordula Güdemann – pittrice
- Bernd Hennig – scultore
- Claus Kühnl – compositore
- Camill Leberer – artista visivo
- Marina Makowski – artista visiva
- Klaus Modick – scrittore
- Berthold Ressler – architetto
- Richard Wagner – scrittore

1991
- Hans Joachim Friedl – compositore
- Hanns-Josef Ortheil – scrittore
- Michael Ruetz – fotografo

1991-1992
- Eberhard Bosslet – artista visivo
- Hannelore Deubzer – architetta
- Stephan Kern – artista visivo
- Babette Koblenz – compositrice
- Anton Kokl – pittore
- Thomas Lehnerer – artista visivo
- Herta Müller – scrittrice
- Astrid Tiemann-Petri – architetta
- Michael Witlatschil – artista visivo
- Alfred Helmut Wolf – compositore

1992
- Francis Berrar – pittore
- Hans Brinkmann – scrittore
- Uwe Kolbe – scrittore
- Raimund Kummer – artista visivo
- Michael Ruetz – fotografo

1992-1993
- Gerhard Benz – architetto
- Friedhelm Falke – artista visivo
- Detlev Glanert – compositore
- IreneKeil – architetta
- Manfred Lepold – artista visivo
- Jan Müller-Wieland – compositore
- Marek Niedzielski – architetto
- Thomas Schütte – artista visivo

1993
- Ulrich Görlich – artista visivo
- Adriana Hölszky – compositrice
- Peter Karle – architetto
- Thomas Karp – scultore
- Joachim Manz – artista visivo
- Hanns-Josef Ortheil – scrittore
- Thomas Ruff – artista visivo
- Johanna Walser – artista visiva

1993-1994
- Ernst Bechert – compositore
- Klaus Hensel – scrittore
- Christa Moog – scrittrice
- Udo Rathke – pittore e grafico
- Volker Thies – pittore

1994
- Lioba Happel – scrittrice
- Steffen Schleiermacher – compositore

1994-1995
- Jörg Birkenkötter – compositore
- Daniel Gössler – architetto
- Bernd Hahn – pittore
- Rudolf Herz – artista visivo
- Erwin Holl – pittore
- Petra Kasten – pittrice
- Andrea Ostermeyer – scultrice
- Bernfried Pröve – compositore

1995
- AngelaBergmann – architetta
- Jost Haberland – architetto
- Kerstin Hensel – scrittrice
- Jan Koneffke – scrittore
- Helmut Oehring – compositore
- Bernhard Prinz – artista visivo
- Thomas Virnich – scultore

1995-1996
- Helmut Bördner – architetto
- Kurt Drawert – scrittore
- Claudia Meixner – architetta
- Christian Riebe – artista visivo
- Ute Weiss-Leder – artista visiva
- André Werner – compositore
- Fredrik Zeller – compositore

1996
- Elisabeth Barth – architetta
- Thomas Hettche – scrittore

1996-1997
- Boris Becker – artista visivo
- Moritz Eggert – compositore
- Dieter Froelich – artista visivo
- Detlef Heusinger – compositore
- Gudrun Kemsa – artista visiva
- Karin Kneffel – artista visiva
- Alexander Roob – artista visivo
- Gabriele Rothemann – artista visiva

1997
- Petra Lemmerz – artista visiva
- Volker Staub – compositore
- Frank Winter – architetto

1997-1998
- Carola Bauckholt – compositrice
- Rolf Bier – artista visivo
- Susanne Hug – architetta
- Heike Kern – artista visiva
- Judith Kuckart – scrittrice
- Matthias Leupold – fotografo e grafico
- Markus Schmitt – compositore

1998
- Petra Gutheil Kahlfeldt – architetta
- Olaf Nicolai – artista visivo
- Michael Wildenhain – scrittore

1998-1999
- Christoph Bijok – architetto
- Andreas Ensslen – artista visivo
- Anette Haas – artista visiva
- Alban Nikolai Herbst – scrittore
- Helmut Krausser – scrittore
- M+M, (Martin De Mattia, Marc Weis) – artisti visivi
- Claus-Steffen Mahnkopf – compositore
- Hansjerg Maier-Aichen – artista visivo
- Volker Schreiner – artista visivo
- Caspar Johannes Walter – compositore

1999
- Achim Bitter – artista visivo
- Anja Julia Bremer – architetta
- Maroan El Sani – artista visivo
- Nina Fischer – artista visiva
- Andreas Neumeister – scrittore
- Anton Markus Pasing – architetto
- Frances Scholz – artista visiva
- German Stegmaier – artista visivo

### Dal 2003 al 2010
2003
- Roland Boden – artista visivo
- Thomas Demand – artista visivo
- Matthias Hoch – fotografo
- Leni Hoffmann – artista visiva
- Johannes Kalitzke – compositore
- Volkhard Kempter – artista visivo
- Thomas Kunst – scrittore
- Silke Schatz – artista visiva
- Rainer Splitt  – artista visivo
- Stefan Streich – compositore
- Imke Woelk – architetta

2004

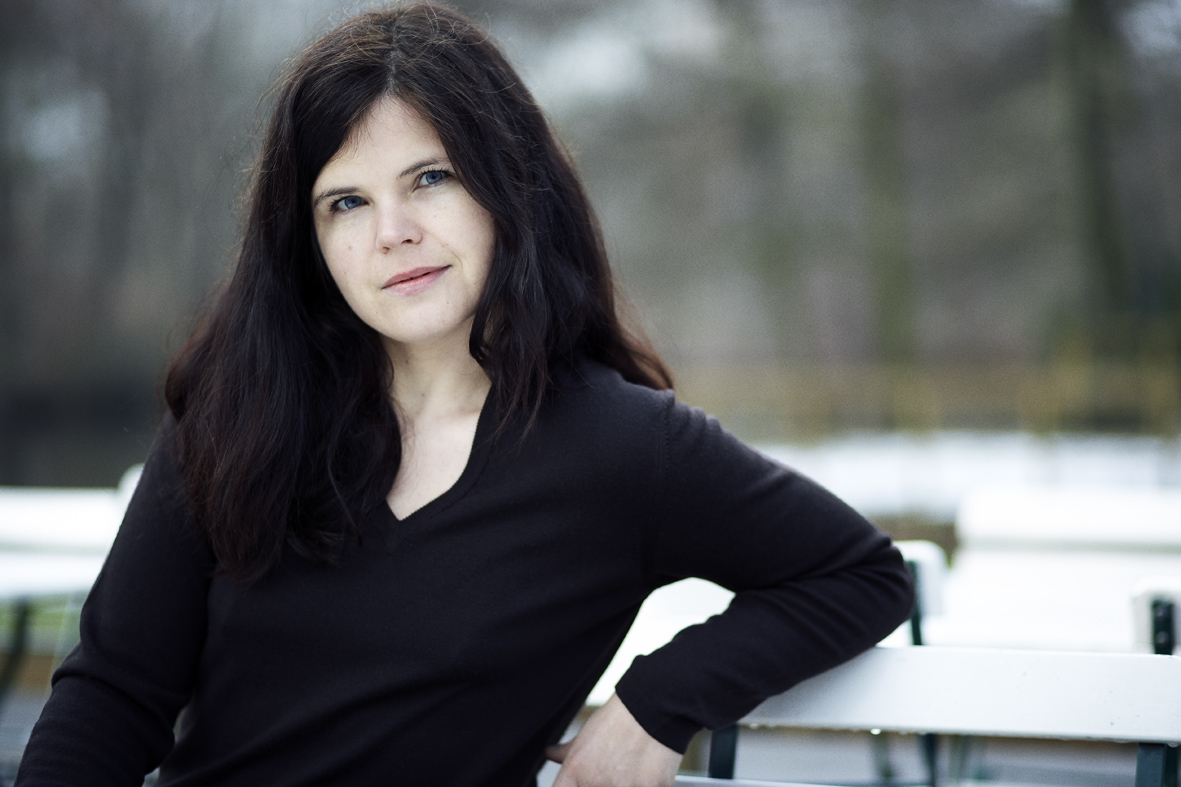
Julia Franck, vincitrice del premio nel 2005

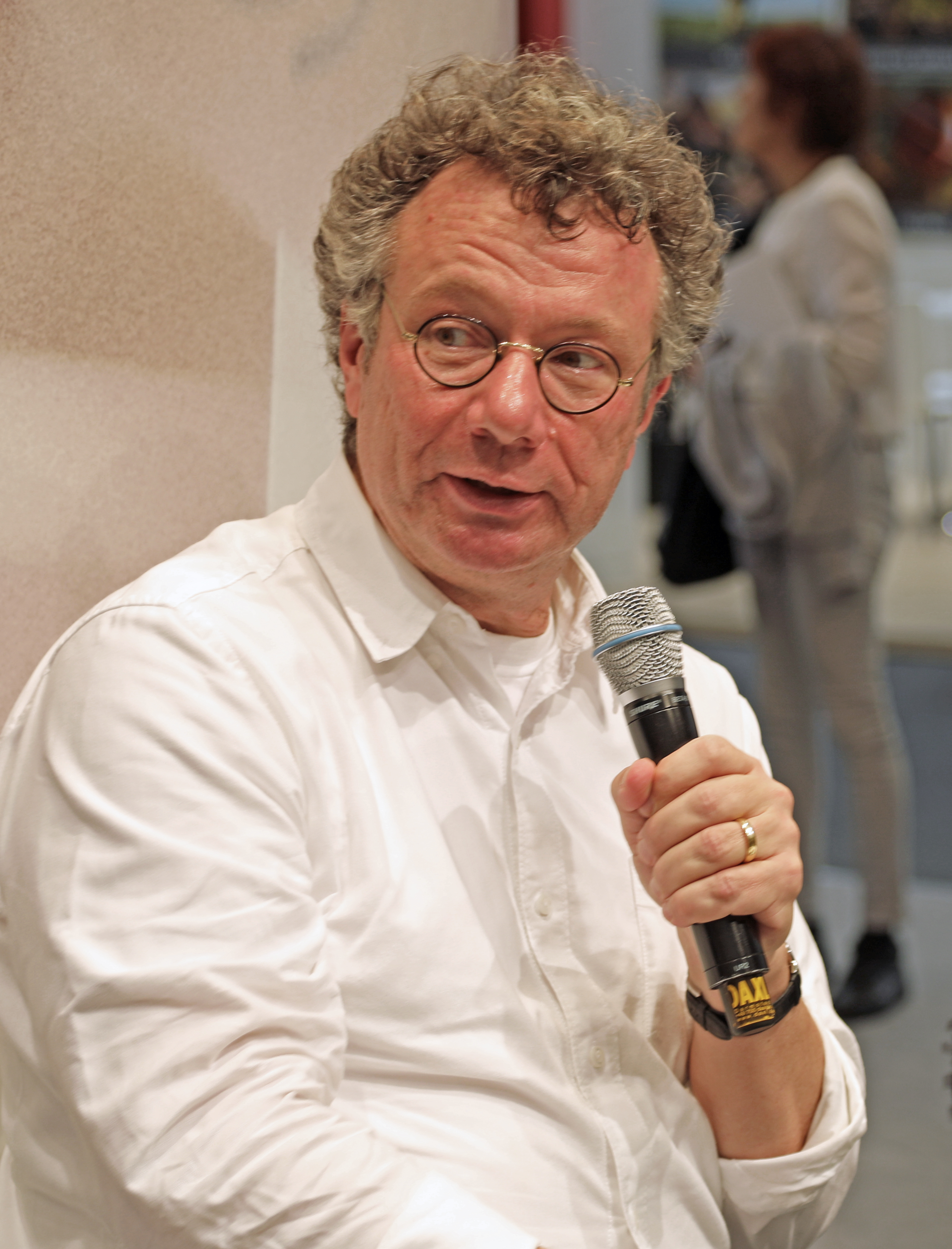
Ingo Schulze, vincitore del premio nel 2007

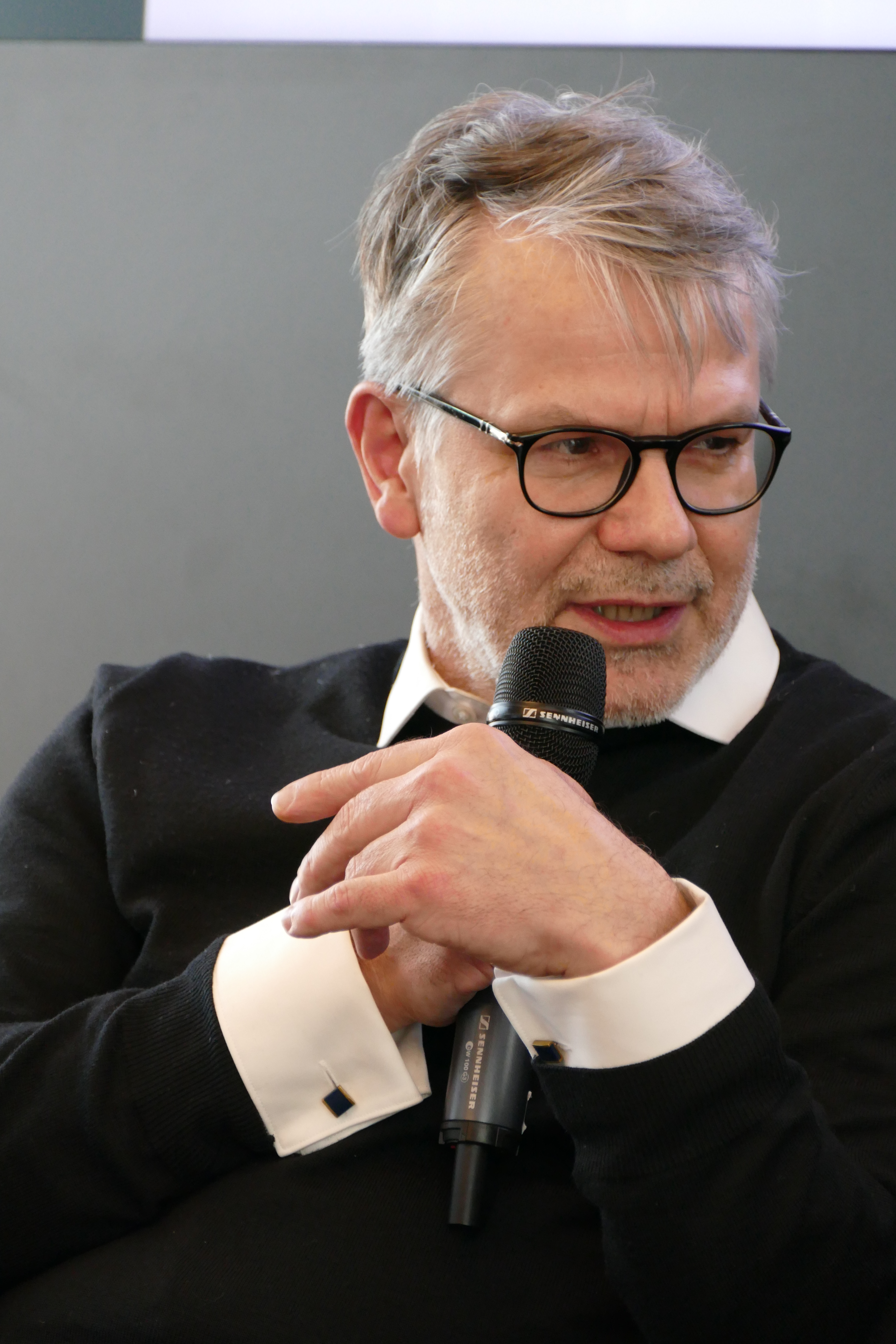
Durs Grünbein, vincitore del premio nel 2009

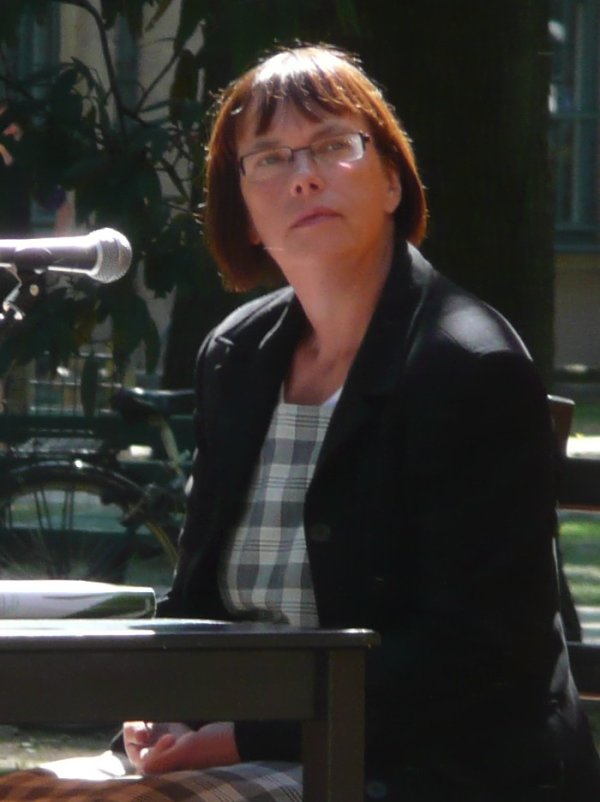
Kathrin Schmidt, vincitrice del premio nel 2010

- Christoph Girardet – artista visivo
- Dieter M. Gräf  – scrittore
- Carsten Hennig – compositore
- Eva Hertzsch – artista visiva
- Jamilia Jazylbekova – compositrice
- Andree Korpys – artista visivo
- Markus Löffler – artista visivo
- Frank Mädler – artista visivo
- Adam Page – artista visivo
- Poschmann Marion – scrittrice
- Martin Schmidt – artista visivo
- Heike Schuppelius – architetta

2005
- Gabriele Basch – artista visiva
- Sebastian Claren – compositore
- Julia Franck – scrittrice
- Manuel Franke – artista visivo
- Sandra Hastenteufel – artista visiva
- Wolfgang Kaiser – artista visivo
- Veronika Kellndorfer – artista visiva
- Rudi Spring – compositore
- Jakob Timpe – architetto
- Feridun Zaimoglu – scrittore

2006
- Bernd Bess – architetto
- Christoph Brech – artista visivo
- Hansjörg Dobliar – artista visivo
- Iris Dupper – architettura del paesaggio
- Parastou Forouhar – artista visiva
- Andreas Maier – scrittore
- Terézia Mora – scrittrice
- Astrid Nippoldt – artista visiva
- Oliver Schneller – compositore
- Maxim Seloujanov – compositore

2007
- Dieter Dolezel – compositore
- Rudolf Finsterwalder – architetto
- Stefan Mauck – artista visivo
- Aurelia Mihai – artista visiva
- Wieka Muthesius – architetta
- Carsten Nicolai – artista visivo
- Anton Safronov – compositore
- Ingo Schulze – scrittore
- Ulf Stolterfoht – scrittore
- Matthias Weischer – artista visivo

2008
- Thorsten Becker – scrittore
- Arnulf Herrmann – compositore
- Navid Kermani – scrittore
- Beate Kirsch – architetta
- Norbert Sachs – architetto
- Felix Schramm – artista visivo
- Stephan Winkler – compositore
- Elke Zauner – artista visiva
- David Zink Yi – artista visivo

2009
- Fernando Bryce – artista visivo
- Henriette Grahnert – artista visiva
- Durs Grünbein – scrittore
- Márton Illés – compositore
- Jochen Lempert – artista visivo
- Sebastian Reinhardt – architetto
- Silke Scheuermann – scrittrice
- Charlotte Seither – compositrice
- Daniel Widrig – architetto

2010
- Marcel Beyer – scrittore
- Jana Gunstheimer – artista visiva
- Christian Jankowski – artista visivo
- Ulrike Kuschel – artista visiva
- Jan Liesegang – architetto
- Philipp Maintz – compositore
- Kathrin Schmidt – scrittrice
- Anno Schreier – compositore
- Heidi Specker – artista visiva

### Dal 2011 al 2020
2011
- Andrea Hartmann – architetta
- Sven-Ingo Koch – compositore
- Via Lewandowsky – artista visivo
- Marc Sabat – compositore
- Julia Schmidt – artista visiva
- Lutz Seiler – scrittore
- Maria Sewcz – artista visiva

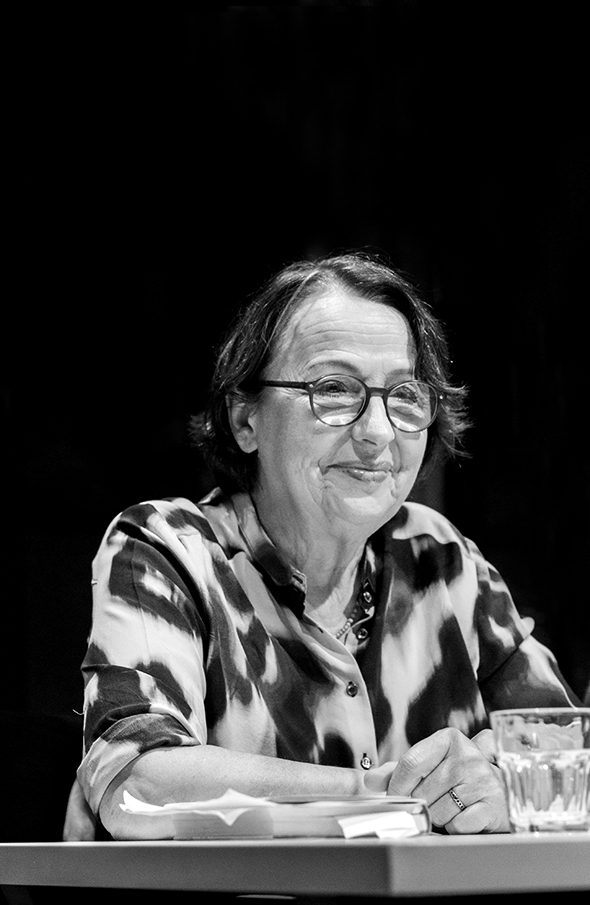
Katja Lange-Müller, vincitrice del premio nel 2012

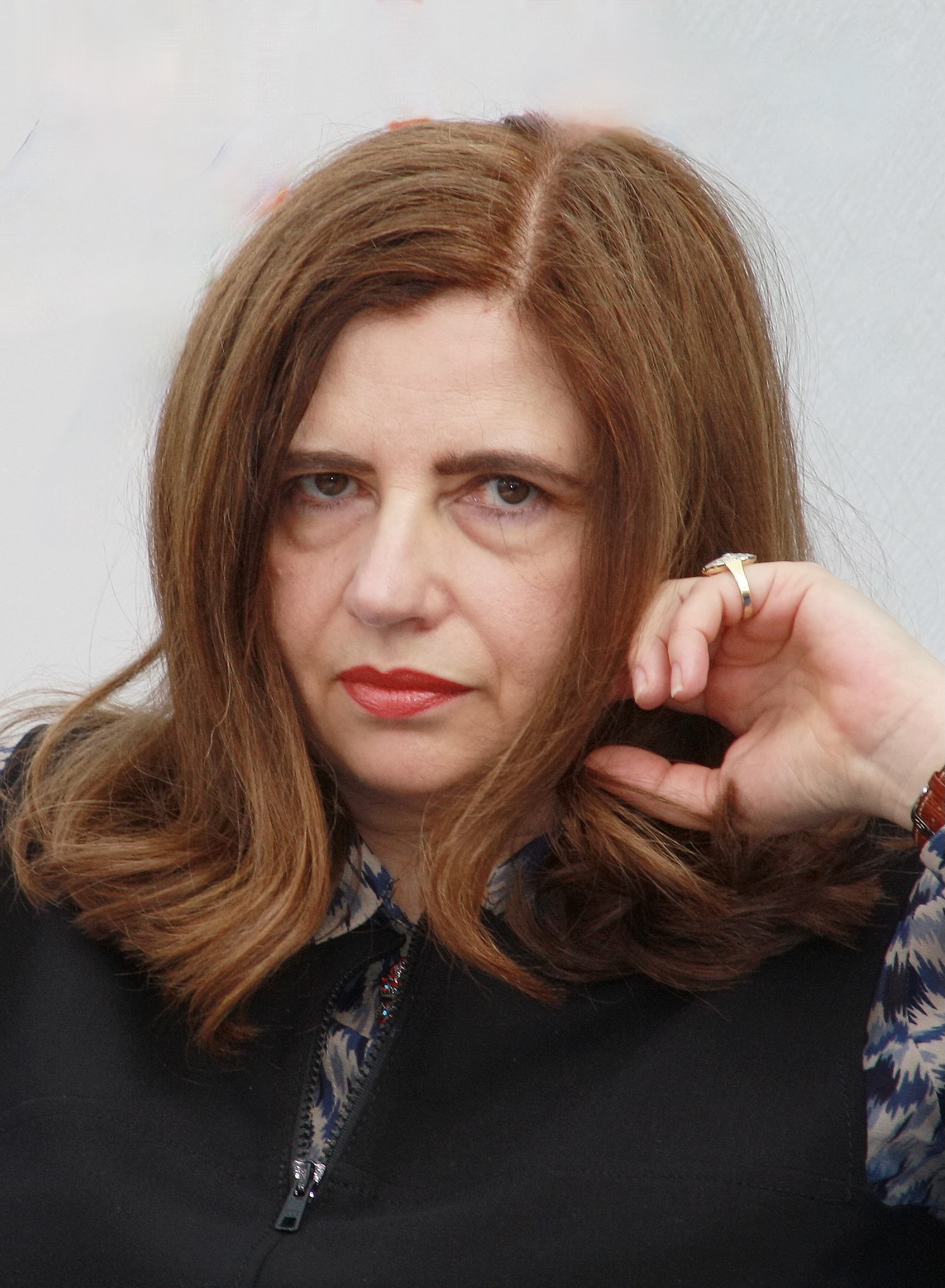
Sibylle Lewitscharoff, vincitrice del premio nel 2013

- Matthias Graf von Ballestrem – architetto
- Jan Wagner – scrittore

2012
- Stefan Bartling – compositore
- Hauke Berheide – compositore
- Antje Buchholz – architetta
- Jeanne Faust – artista visiva
- Birgit Elisabeth Frank – architetta
- Kai Nikolaus Grüne – architetto
- Jörn Köppler – Architekt
- Philipp Lachenmann – artista visivo
- Katja Lange-Müller – scrittrice
- Eva Leitolf – artista visiva
- Nicole Wermers – artista visiva

2013
- María Cecilia Barbetta – scrittrice
- Birke Jasmin Bertelsmeier  – compositrice
- Stefan Johannes Hanke  – compositore
- Sibylle Lewitscharoff – scrittrice
- Pia Maier Schriever – architetta
- Isa Melsheimer – artista visiva
- Eike Roswag – architetto
- David Schnell – artista visivo
- Anna Viader Soler – architetta
- Verena Von Beckerath – architetta
- Clemens Von Wedemeyer – artista visivo

2014
- ElivCortiñas – artista visiva
- Jan Fabian Edler – architetto
- Oswald Egger scrittore
- Hanna Eimermacher – compositore
- Thilo Folkerts – architetto
- Annika Larsson,  – artista visiva
- Martin Mosebach – scrittore
- Hans-Christian Schink – artista visivo
- Nasan Tur – artista visivo
- Vito Žuraj – compositore

2015
- Saskia Bladt – compositrice
- Marieta Chirulescu – artista visiva
- Michael Hirschbichler – architetto
- Maix Mayer – artista visivo
- Eva Menasse – scrittrice
- Vassos Nicolaou – compositore
- Steffen Popp – scrittore
- Karin Sander – artista visiva
- Jorg Sieweke – architetto

2016-2017
- Nezaket Ekici – artista visiva
- Heike Geißler – scrittrice
- Göran Gnaudschun – artista visivo
- Torsten Herrmann – compositore
- Nina Jäckle – scrittrice
- Anna Kubelik – architetta
- Hartmut Lange – scrittore
- Adnan Softić – artista visivo
- Lisa Streich – compositrice

2017-2018
- Bettina Allamoda – artista visiva
- Thomas Baldischwyler – artista visivo
- Benedict Esche – architetto
- Iris Hanika – scrittrice
- Jörg Herold – artista visivo
- Gordon Kampe – compositore
- Christoph Keller – artista visivo
- Jay Schwartz– compositore
- Uljana Wolf – scrittrice

2018-2019
- Sonja Alhäuser – artista visiva
- Nico Bleutge – scrittore
- Wolfgang Ellenrieder  – artista visivo
- Erik Göngrich – artista visivo
- Anna Korsun – compositrice
- Lars Krückeberg – architetto
- Samy Moussa – compositore
- Julian Rosefeldt – artista visivo
- Thomas von Steinaecker – scrittore

2019-2020
- Birgit Brenner – artista visiva
- Tatjana Doll – arti visive
- Esra Ersen – artista visiva
- FAKT – architetti
- Famed – artisti visivi
- Stefan Keller – compositore
- Torsten Rasch – compositore
- Sabine Scho – scrittrice
- Peter Wawerzinek – scrittore

### Dal 2021
2020-2021

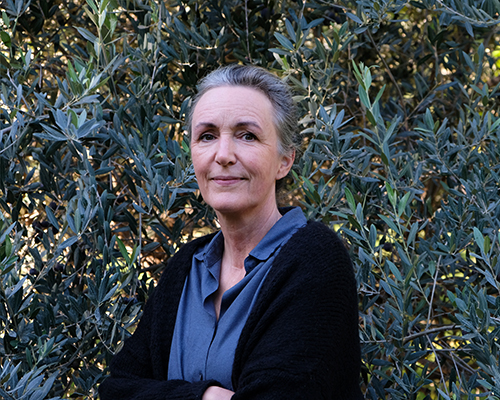
Almut Grüntuch-Ernst, vincitrice del premio nel 2024-2025 insieme a Armand Grüntuch

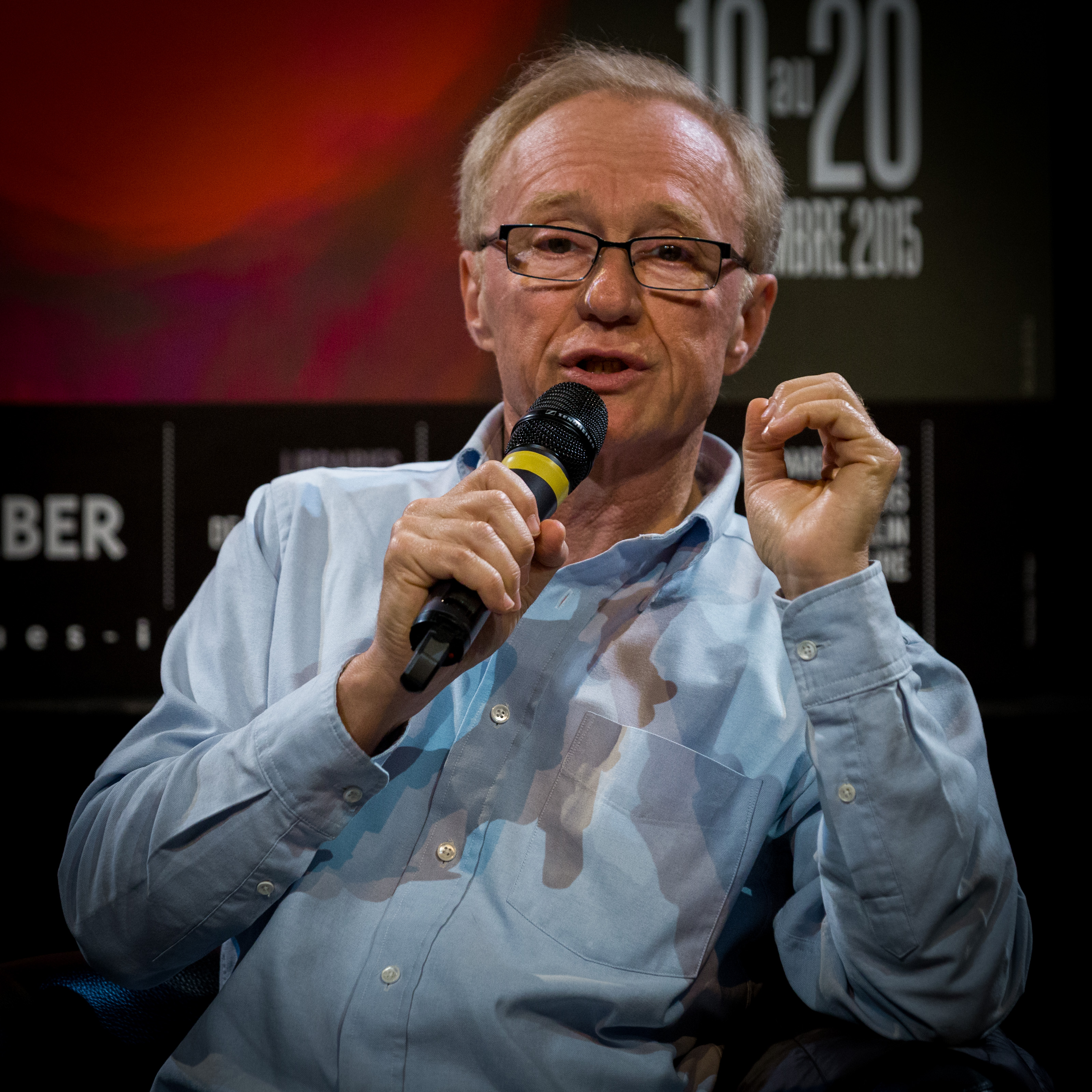
David Grossman, vincitore del premio nel 2024-2025

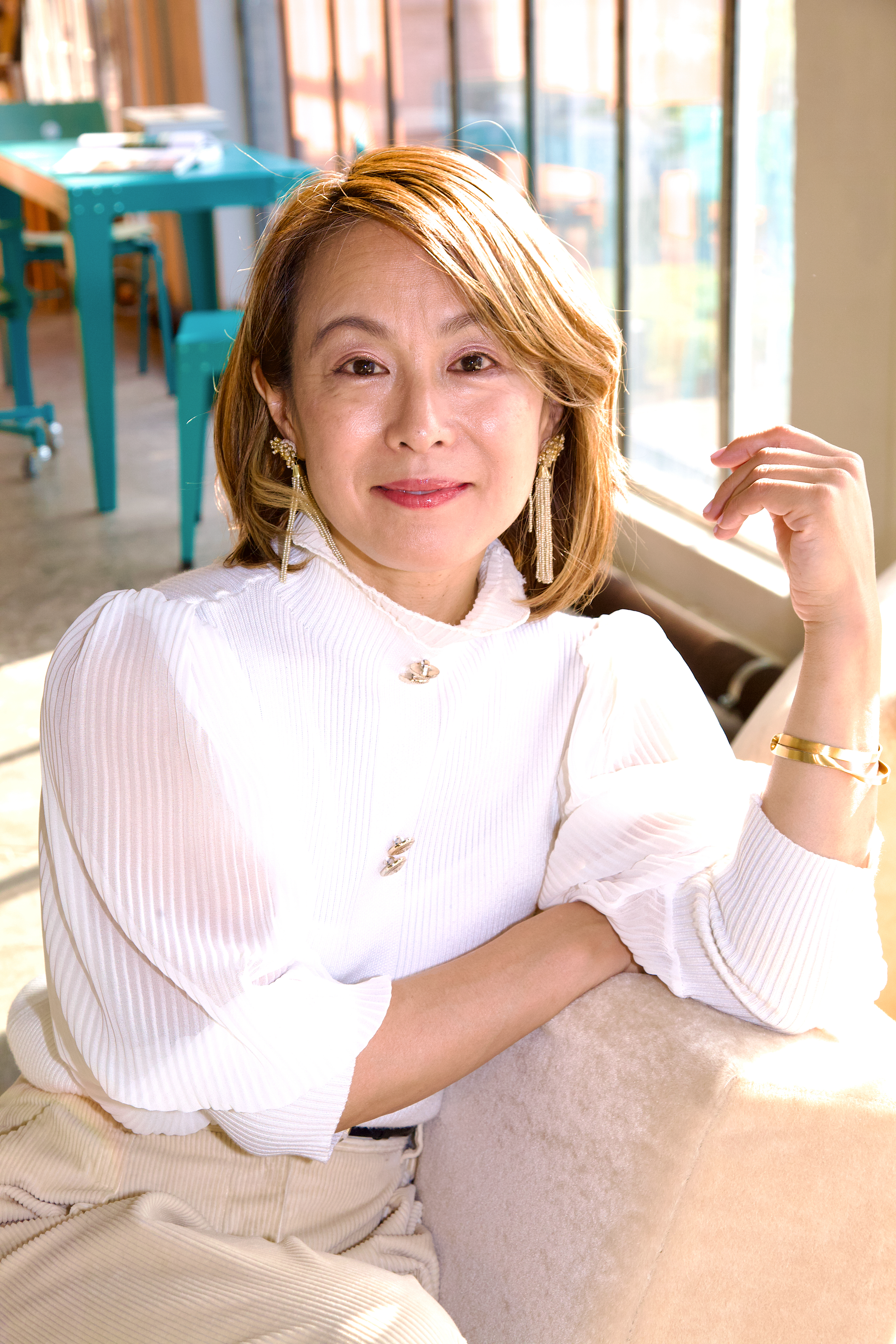
Malika Kishino, vincitrice del premio nel 2024-2025

- Kasböck / Leitner – artisti visivi
- Heike Baranowsky – artista visiva
- Unsuk Chin – compositrice
- Gustav Düsing – architetto
- Franziska Gerstenberg – scrittrice
- Prinz Gholam – artisti visivi
- Benedikt Hipp – artista visivo
- Andrej Koroliov – compositore
- Alexander Schimmelbusch – scrittore

2021-2022
- Kenah Cusanit – scrittrice
- Czupryn, David – artista visivo
- Heike Hanada – architetta
- Hanna Hartman – compositrice
- Susann Maria Hempel – artista visiva
- Hans Lüdemann – compositore
- Carsten Saeger – artista visivo
- Something Fantastic – architetti
- Ron Winkler – scrittore

2023-2024
- Yael Bartana – artista visiva
- Oscar Bianchi – compositore
- Susanne Brorson – architetta
- Manaf Halbouni – artista visivo
- Landschaft SOWATORINI – architettura del paesaggio
- Kristof Magnusson – scrittore
- Bjørn Melhus – artista visivo
- Marko Nikodijevic – compositore
- Katerina Poladjan – scrittrice

2024-2025
- Almut Grüntuch-Ernst e Armand Grüntuch – architetti
- Thomas Brussig – scrittore
- Stefan Kaegi e Caroline Barneaud – regista e curatrice
- David Grossman – scrittore
- Benedikt Hartl – architetto
- Malika Kishino – compositrice
- Hanne Lippard – artista visiva
- Lola Randl – scrittrice e regista cinematografica
- Hans Thomalla – compositore